# エアバスA340
エアバスA340
ヴァージン・アトランティック航空のA340-300
- 用途：旅客機
- 分類：ワイドボディ機
- 製造者：エアバス
- 運用者（2017年7月現在の運用数上位5社）[1]
  - ルフトハンザドイツ航空[注釈 1]
  - イベリア航空
  - 南アフリカ航空
  - マーハーン航空
  - スカンジナビア航空
- 初飛行：1991年10月25日[2]
- 生産数：377機[3]
- 運用開始：1993年3月15日[4]
- 運用状況：運用中
- ユニットコスト：2011年の平均価格を示す。コンフィグレーションやオプションの選択などによって実際の価格は変わる[5]
  - A340-300: 2億3800万USドル
  - A340-500: 2億6180万USドル
  - A340-600: 2億7540万USドル

エアバスA340（Airbus A340）は、ヨーロッパの企業連合であるエアバス・インダストリー社（後のエアバス社）が開発・製造した長距離路線向けのワイドボディ4発ジェット旅客機である。
A340は、エアバスA300由来の胴体を延長したワイドボディ機で、低翼に配置された主翼下に4発のターボファンエンジンを装備する。尾翼は低翼配置、降着装置は前輪配置で主翼間に中央脚を持つ仕様もある。A340シリーズには4つのモデルA340-200、A340-300、A340-500、A340-600が存在する。機体寸法や性能は各形式によるが、巡航速度はマッハ0.82から0.83で、全長は59.40から75.36メートル、全幅は60.30から63.45メートル、最大離陸重量は253.5から380トン、座席数は240席から440席程度である。A340は双発のエアバスA330と同時に正式開発が決定され、エンジン関係を除いて両機は最大限共通化された。A340はエアバスが開発した最初の4発機となったほか、4発機と双発機の同時並行的な開発は航空技術史上において希少な取り組みとなった。また、A340ではフライ・バイ・ワイヤシステムやグラスコックピットが導入され、操縦系統が共通化されたエアバス機との間で相互乗員資格が認められている。
A340シリーズの中で、A340-200/-300は最初に開発されたA340の第1世代である。A340-200は航続力を優先した短胴型、A340-300は収容力を優先した長胴型で、それぞれルフトハンザドイツ航空とエールフランスによって1993年に初就航した。その後、長距離路線に進出しつつあった双発機に対抗するため、A340の第2世代としてA340-500/-600が開発された。収容力増強型のA340-600は登場時点で世界最大の全長を持つ旅客機となり、2002年にヴァージン・アトランティック航空によって初就航した。航続力増強型のA340-500は登場時において世界最長の航続距離性能を持つ航空機となり、エミレーツ航空によって2003年に初就航した。2004年にはシンガポール航空がA340-500を用いてシンガポール - ニューヨーク直行便を開設し、民間航空路線として世界最長距離を記録した。その後、エアバスは新しい長距離機としてA350XWBを開発し、2011年にA340の生産終了を発表した。A340シリーズ全体での生産数は377機であった。A340は欧州やアジア・中東地域の航空会社を中心に運航され、ボーイング747ほどの収容力を必要としない長距離路線を中心に就航している。2024年4月現在までに、A340に関して6件の機体損失事故が発生しているが、死亡事故は起きていない。
本項では以下、エアバス製旅客機およびボーイング製旅客機については社名を省略して英数字のみで表記する。例えば、「エアバスA300」であれば「A300」、「ボーイング747」であれば「747」とする。

## 沿革

### 開発の背景

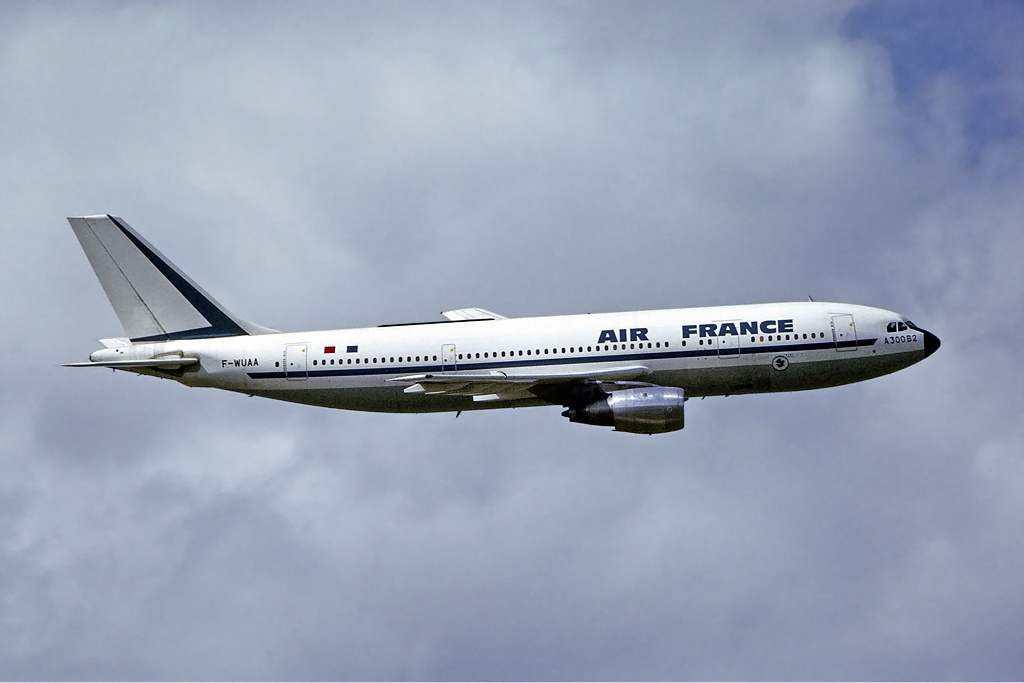
1974年のファーンボロー国際航空ショーで飛行するA300。A300はエアバス・インダストリーが最初に開発した製品である。

米国の航空機メーカーに対抗するため、欧州の航空機メーカーは1970年12月に企業連合「エアバス・インダストリー」を設立した。エアバスは最初の製品であるワイドボディ機、A300の販売を軌道に乗せると、1978年に2番目の製品として短中距離向けのワイドボディ機であるA310の開発を開始した。A310は検討段階では「A300B10」と呼ばれていたが、当時、次期製品の候補としてA300B9（以下、B9）、A300B11（以下、B11）とそれぞれ呼ばれた機体案も考えられていた。B9案は、A300の胴体延長版となる双発の中距離機で、ダグラスDC-10やロッキードL-1011の市場に食い込むことを狙い、B11案は、短めの胴体に新設計の主翼を組み合わせてエンジンを4発とする長距離型で、707やダグラスDC-8の後継機需要を狙っていた。しかし、当時のエアバスには、複数の機種を同時開発できるだけの資金や人員がなく、B10案がA310と命名され正式開発が開始された一方で、B9やB11案は無期限に延期された。
1980年になってエアバスは、「SA」 (Single Aisle) と名付けられた単通路機（ナローボディ機）の研究を行っていることを明らかにした。同時に、ワイドボディ機の計画名には2通路を意味する「TA」 (Twin Aisle) が付けられ、B9案はTA9、B11案はTA11と名前を変えた。1982年のファーンボロー国際航空ショーの場で、TA9、TA11、そして新たに追加されたTA12の開発構想が発表された。TA9、TA11、TA12案は何度か変更が加えられたが、おおむね以下のようなものであった。
- TA9 - A300の胴体を延長して320席を超える座席数を持つ中距離双発機。
- TA11 - TA9より短い胴体で座席数は230席程度、10,000キロメートル以上の航続力を持つ長距離4発機。
- TA12 - TA11と同じ胴体長・座席数で、TA11より航続距離が短いが、エンジンを双発とした長距離機。

しかし、この頃、第2次石油危機と景気後退により民間航空機市場は縮小していた。エアバスは、1984年3月にSA計画をA320と名付けて正式開発を開始した一方で、TA計画の開発決定を先送りした。1980年代の中頃にはTA12案が取り下げられたが、TA9とTA11案には改良が加えられ、A320と共通のフライ・バイ・ワイヤシステムを導入し、A320同様にサイドスティック方式の操縦席を搭載する計画となった。
エアバス内部では、双発機のTA9と4発機のTA11のどちらを先に開発するか議論が重ねられた。離陸重量などの条件が同等だと仮定した場合、双発機には4発機よりも強力なエンジンを装備する必要がある。また、エンジンの信頼性が低かった時代に作られた規制により、双発機はエンジン1基が停止した場合に60分以内に着陸可能な飛行場があるルートしか飛行できず、代替飛行場の少ない中長距離の洋上路線では3発機や4発機が用いられていた。
他方、双発機と比較した4発機のデメリットとして、機体のシステムが複雑で整備に手間がかかり、運用コストが高くつくことがあげられる。エンジンの信頼性や性能が向上してきたことで、低コストの双発機を洋上路線で運航したいという企業のニーズが高まっており、1985年には、ETOPSと呼ばれる双発機の長距離運航を認める要件が策定されていた。ただし、当時のETOPSでは航路設定や運航の自由度がまだ限られていたほか、認証を得るために時間も要した。この当時、北米の航空会社はコスト面で有利な双発機を好んだ一方、長距離洋上路線を抱えるアジアの航空会社は双発機のような制約の無い4発機を必要とし、欧州の航空会社の意見は両者に二分されていた。
航空業界の意見が双発機と4発機に分かれていた中で、エアバスはTA9とTA11を同時開発する方向へ舵を切った。総開発費を抑制するため、両機の構成要素は最大限共通化するよう設計が進められた（設計過程の詳細は後述）。2機を同時開発する目処が立ち、1986年1月にエアバスはTA9とTA11をそれぞれA330、A340と命名した。なお、この両機の名称は、元々は逆であった。エアバスはTA11を先に開発する予定であり、A320に続く新型機ということでTA11をA330、そしてTA9をA340としていた。しかし、4発機がA3"3"0で双発機がA3"4"0では、顧客が両機を取り違えるという問題が指摘され、4発機がA340に変更された。
最初にA340の発注の意向を示したのはルフトハンザドイツ航空で、1987年1月のことであった。その後、米国のノースウェスト航空もA340の発注を決め、1987年6月までに合計10社の航空会社からA340に89機、A330に41機の注文が集まっていた。開発を進めるのに十分な受注の見込みが立ったことで、エアバスはパリ航空ショーを控えた1987年6月5日、A340とA330の正式開発を決定した。両機は姉妹機として同時に開発が決定されたが、市場調査の結果を踏まえ、A340の開発作業を先行させることになった。

### 設計の過程

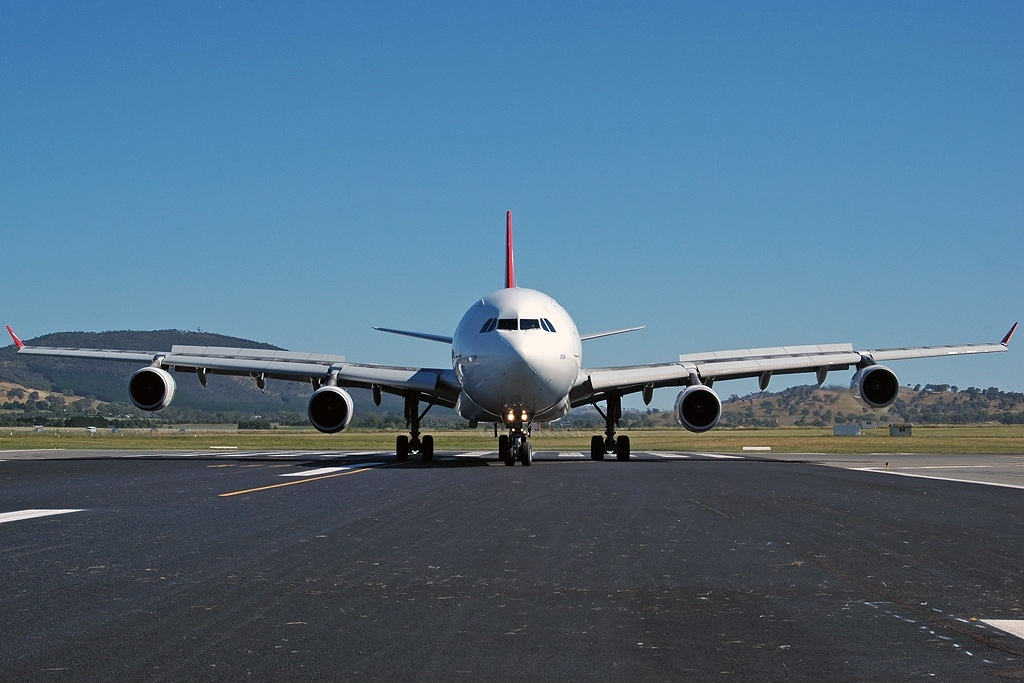
正面から見たターキッシュ エアラインズのA340-300。A340の胴体断面はA300に由来し、A330とも同一である。

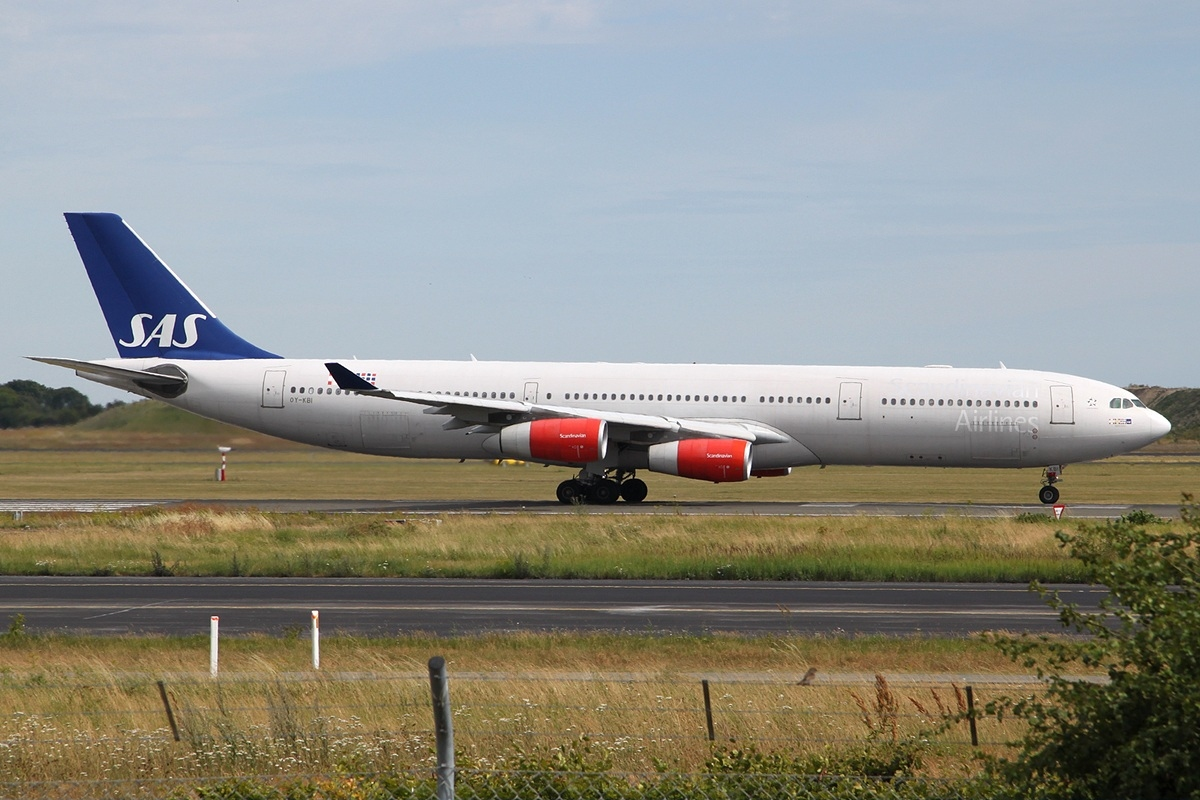
スカンジナビア航空のA340-300の右側面。

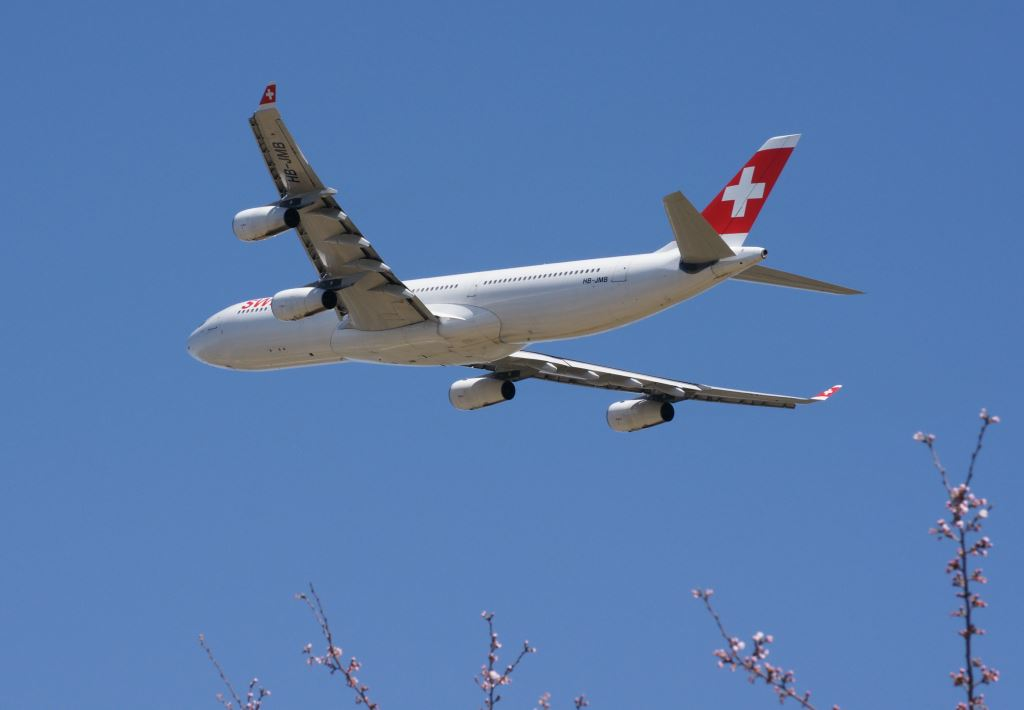
やや後方から見たスイスインターナショナルエアラインズのA340-300。フラップ全開状態

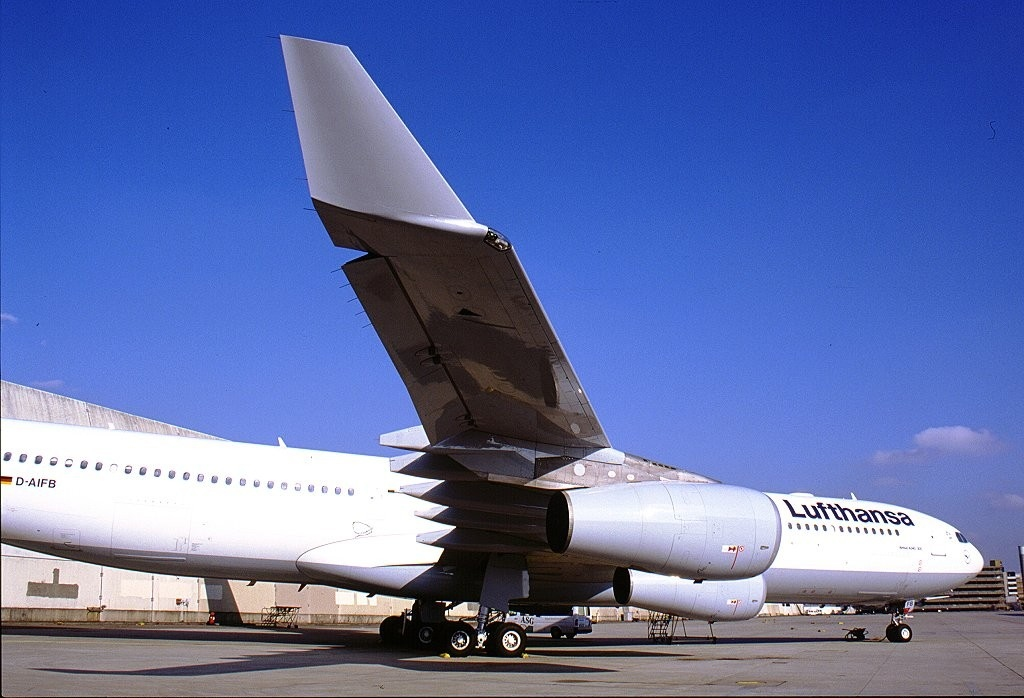
エアバスA340のウイングレット (ルフトハンザドイツ航空)

A340とA330は同一の胴体断面を持ち、尾翼を含めて尾部も共通、主翼もエンジン取付部以外は構造的に同じで空力学的に全く同じであるほか、システムやコックピットもエンジン関係を除いて共通化された。4発機と双発機の同時並行的な開発というのは航空技術史上において希少な取り組みとなった。特に、後退翼にパイロンを介してエンジンを装備する大型機で、双発機と4発機で同じ主翼を用いるというのは、前例が無かった。ここで時間を少し巻き戻して、A340の設計過程を詳しく見てみる。
A340がまだTA11と呼ばれていた頃から機体案には何度か修正が加えられており、1985年の段階で長胴型と短胴型の2種類が提案されていた。長胴型は座席数が280で航続距離が10,000キロメートル（5,400海里）、短胴型は座席数を240に減らして航続距離を12,000キロメートル（6,500海里）に延ばすという案であった。2種類の胴体案は、短胴型のA340-200と長胴型のA340-300として具体化された。最終的な仕様は以下のように決まったほか、姉妹機のA330の胴体長はA340-300と同一とされた。
- A340-200: 胴体長が58.57メートル、3クラス編成での標準座席数は261席。
- A340-300: 胴体長が62.84メートル、3クラス編成の標準座席数は295席。

A340の胴体断面には、A300、A310と引き継がれてきたワイドボディ機の断面が用いられた。このため、座席配置などはA300と同様で、内装設計はA310のものが基本的に用いられた。LD-3航空貨物コンテナを左右に並べて搭載できる床下貨物室もA300と同様とされた。
A340の主翼は完全に新設計となり、空力設計はブリティッシュ・エアロスペース（以下、BAe）社が担当した。空力的特性はA310の主翼のものを引き継ぎつつ、長距離飛行に適するよう修正が加えられた。A340とA330で最大離陸重量が同一だと仮定すると、4発機でエンジンの重量が分散されるA340の方が主翼の付け根にかかる負荷が小さくなり、強度的な余裕が生まれる。そこで、長距離向けで燃料を多く必要とするA340にのみ胴体内に燃料タンクが増設されたほか、重量増加に備えた降着装置の増設も行われ、A340とA330で主翼に必要な強度がほぼ等しくされた。A340/A330は主翼下にパイロンを介してエンジンを装備する方式であり、エンジンとそのカウリングの重量、位置、空力特性などが主翼の構造や空力形状の設定に深く影響するため、共通化には高い技術が求められた。エアバスは、コンピュータを用いた強度計算・空力設計と風洞実験を組み合わせることで翼型、翼厚比、取付角などを緻密に検討し、エンジン取付部を除いてA340とA330の主翼は実質的に共通化された。そのほか、設計当初から主翼の翼端には燃費性能を向上させるウィングレットが備えられた。A340の主翼の平面形は、A300と比べて翼幅、後退角、アスペクト比のいずれもが拡大された。主翼の後退角はこれまでのエアバス機で最も大きい30度となった。
A340とA330では尾翼も共通化された。垂直尾翼はA310のものがほぼ流用され、生産の共通性が維持された。水平尾翼は新規設計となり、一次構造部材にも炭素繊維強化プラスチック (CFRP) が取り入れられた。A310と同様に水平安定板内には燃料タンクが設けられ、主翼や尾翼のタンク間で燃料を移動させて機体の重心位置を制御するシステムが採用された。

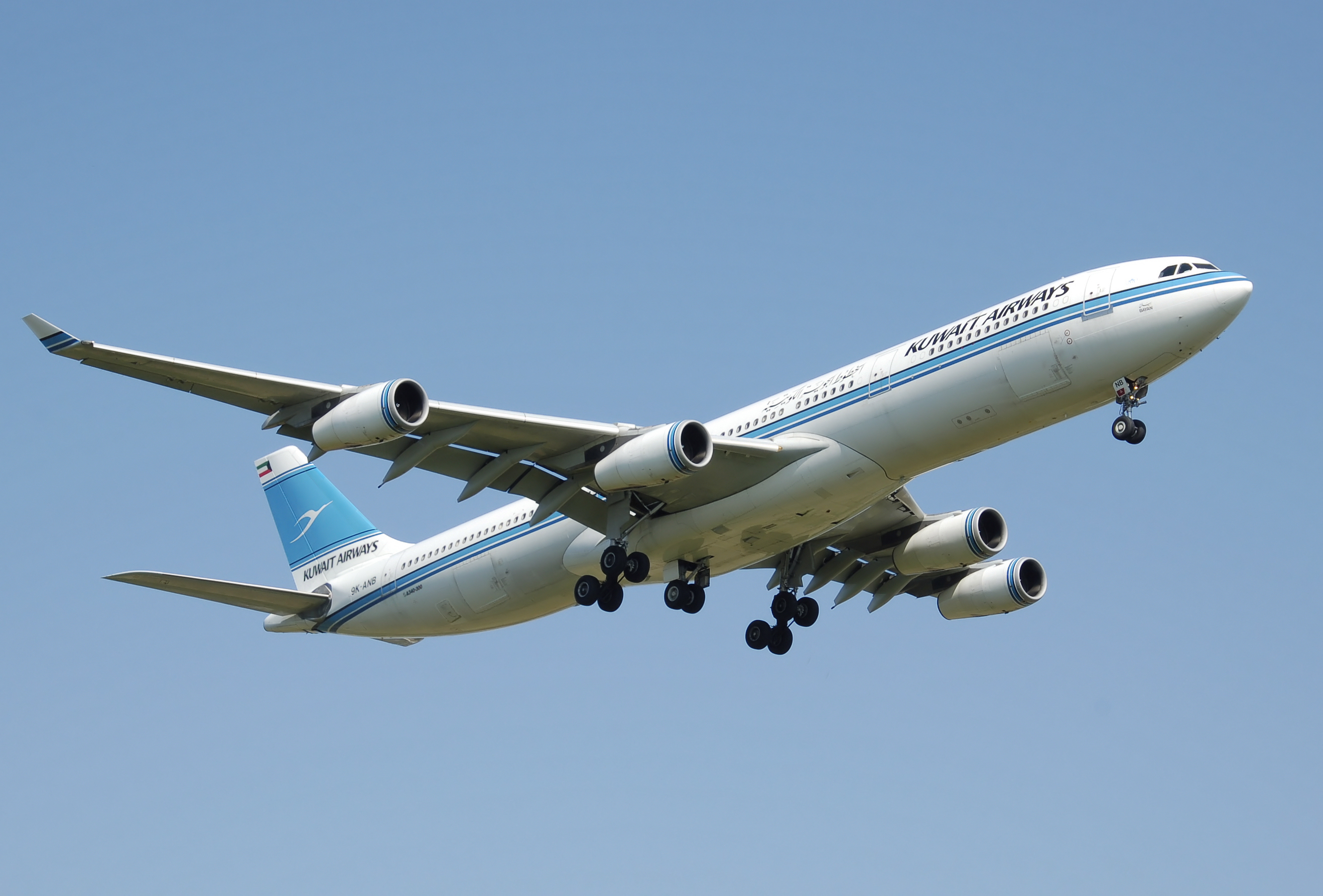
クウェート航空のA340-300。左右の主翼の付け根に主脚が、その間の胴体中央に中央脚が配置されている。

機体の大型化・重量増加に合わせて降着装置を強化するため、主脚が新たに設計され大型化したほか、胴体中央部に2輪式の中央脚がオプションで用意された。前脚については、主脚と比べて負荷が小さいため、製造の共通性やコスト抑制の観点などからA310のものが流用された。中央脚以外の降着装置はA340とA330とで共通化された。
A340のエンジンには、英米日独伊5か国のエンジンメーカーによる国際合弁会社のインターナショナル・エアロ・エンジンズ（以下、IAE）社がV2500「スーパーファン」を提案していた。スーパーファンは、A320で採用されていたV2500エンジンのコアを用いつつ、減速ギアを介した大型ファンの駆動といった新技術の導入により非常に大きなバイパス比を実現し、燃費性能を15ないし20%も向上させるという画期的なエンジン構想であった。ただ、スーパーファン計画がIAE社から発表されたのは1986年7月で、型式名がA340と決まった段階では、試作機どころかモックアップすら存在しなかった。開発が始められたばかりのスーパーファンの採用を不安視する意見もあったが、ルフトハンザドイツ航空やノースウェスト航空などA340の発注を決めた航空会社は、その性能に期待をかけていた。しかし、心配されたとおり技術的課題を解決できず開発は行き詰まり、IAE社は1987年4月にスーパーファン構想の無期限延期を発表した。スーパーファンの開発が事実上打ち切られたことから、A340のエンジンは、A320で採用されていたもう1つのエンジンであるCFMインターナショナル（以下、CFMI）社のCFM56-5シリーズ1種類に絞られた。
A340の操縦系統には、エアバスがA320で実用化したシステムの発展形が用いられた。このシステムでは全ての操縦翼面にフライ・バイ・ワイヤ方式が導入され、A340はフライ・バイ・ワイヤ方式を用いた史上初のワイドボディ機となった。このシステムは基本的にA320のものと同じだが、A340の機体構造や性能に合わせた飛行特性が調整や改良が行われた。コックピットもA320と基本的な設計は同じで、6面のブラウン管ディスプレイに各種情報を表示するいわゆるグラスコックピットであり、従来の操縦桿の代わりにサイドスティックを用いるのもA320と同様である。A340のコックピット配置は、エンジンのスロットルレバーを除いてA330のものと事実上共通化された。
エンジンの数とそれに伴う非常時の対処以外、A340とA330の操縦操作は基本的に同じであり、相互乗員資格（Cross Crew Qualification, 以下CCQ）と呼ばれる資格制度が認められた。これは、いずれかの機種の操縦資格を持つ操縦士は、短期間の訓練でもう一方の操縦資格を得られるという制度で、特にA340からA330への転換訓練は1日とされた。また、コックピットの配置が基本的に同じA320ファミリーとの間でもCCQが適用された。

### 生産と試験
A340とA330の開発作業では、試作機の製造もA340が先行した。A340の生産はそれまでのエアバス機と同様に国際分業体制がとられ、参加各国でパーツを分担して製造し、最終組み立てはフランスのトゥールーズで行われた。トゥールーズには新たな大型機A340/A330を組み立てるための施設が新設され、最終組み立て工程の一部にはロボットが導入された。生産においてもA340/A330の共通性は極めて高く、同一ライン上で両機の組み立てが行われた。
A340の1号機はA340-300であり、1991年10月4日にトゥールーズで完成披露式典が行われ、その年の12月25日に初飛行した。A340-200の初号機となったのは通算4号機で、初飛行は1992年4月1日であった。
飛行試験にはA340-300が4機、A340-200が2機の計6機が投入された。飛行試験ではいくつかの問題が見つかり、設計の修正が行われた。高速性を確認する試験では、計画値よりも大きな抵抗があることがわかった。原因調査によって主翼付け根側の第1スラットが関係することが判明し、このスラットの翼弦長を増やすことで解決が図られた。このため、主翼前縁はエンジンパイロンの取付部と内側のスラット部にわずかな段差がついた。また、飛行試験の1つである緩降下試験では、主翼でバフェットと呼ばれる振動が想定より強く表れ、目標速度としていたマッハ0.93に到達できなかった。原因を解析したところ、外側エンジンのパイロンで気流が乱れることでこの振動が発生し、主翼のねじれ変形が事前の想定よりも大きかったことで症状が悪化していることが分かった。この問題を解決するために、パイロン付近の主翼下面に気流を整える突起が追加され、後に最終的な対策として主翼のねじれ特性を改善するよう設計が変更された。

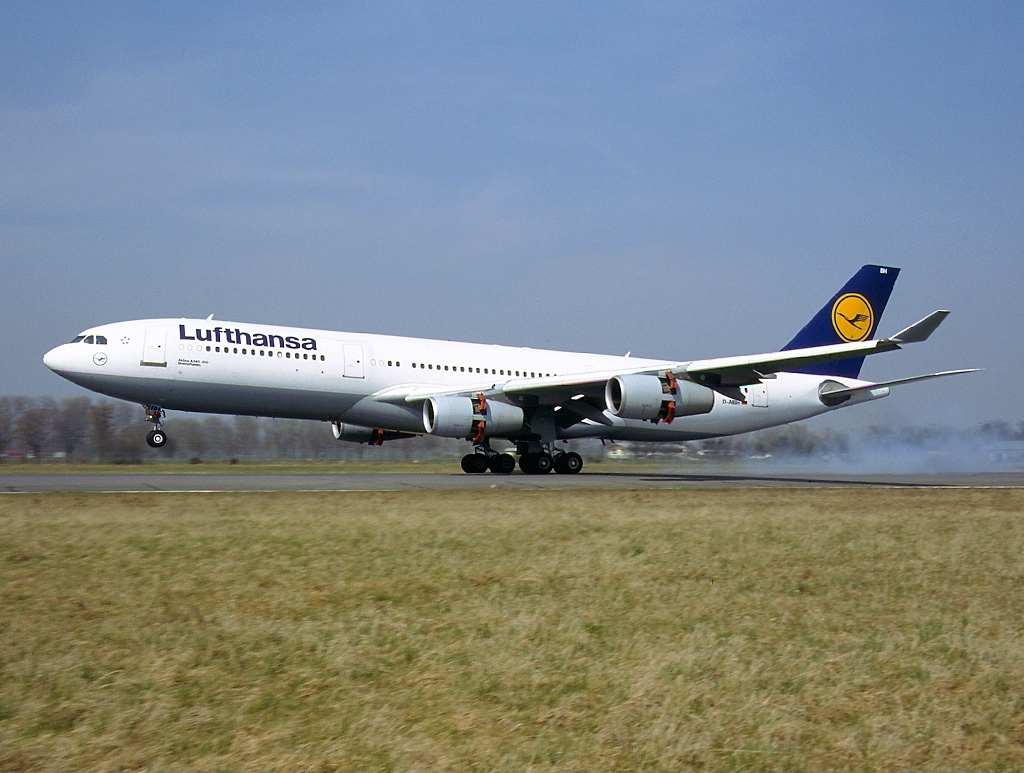
ルフトハンザドイツ航空のA340-200が着陸したところ。スラストリバーサー（エンジンカウリング周囲の赤い突起）を展開している。

問題への対処を行いつつ、1992年末までに延べ2,400時間、750回の試験飛行が行われた。1992年12月22日に欧州の合同航空当局（Joint Aviation Authorities、以下JAA）からA340-200、-300の両型式に対する最初の型式証明が交付された。翌1993年2月2日に、A340-200の初引き渡しがルフトハンザ航空に対して行われた。続いて同月26日には、A340-300の初引き渡しがエールフランスに行われ、このときの機体はエアバスの生産機としてちょうど1,000機目でもあった。また、この年の5月27日には、米国の連邦航空局（Federal Aviation Administration、以下FAA）の型式証明も取得した。

### 就航開始

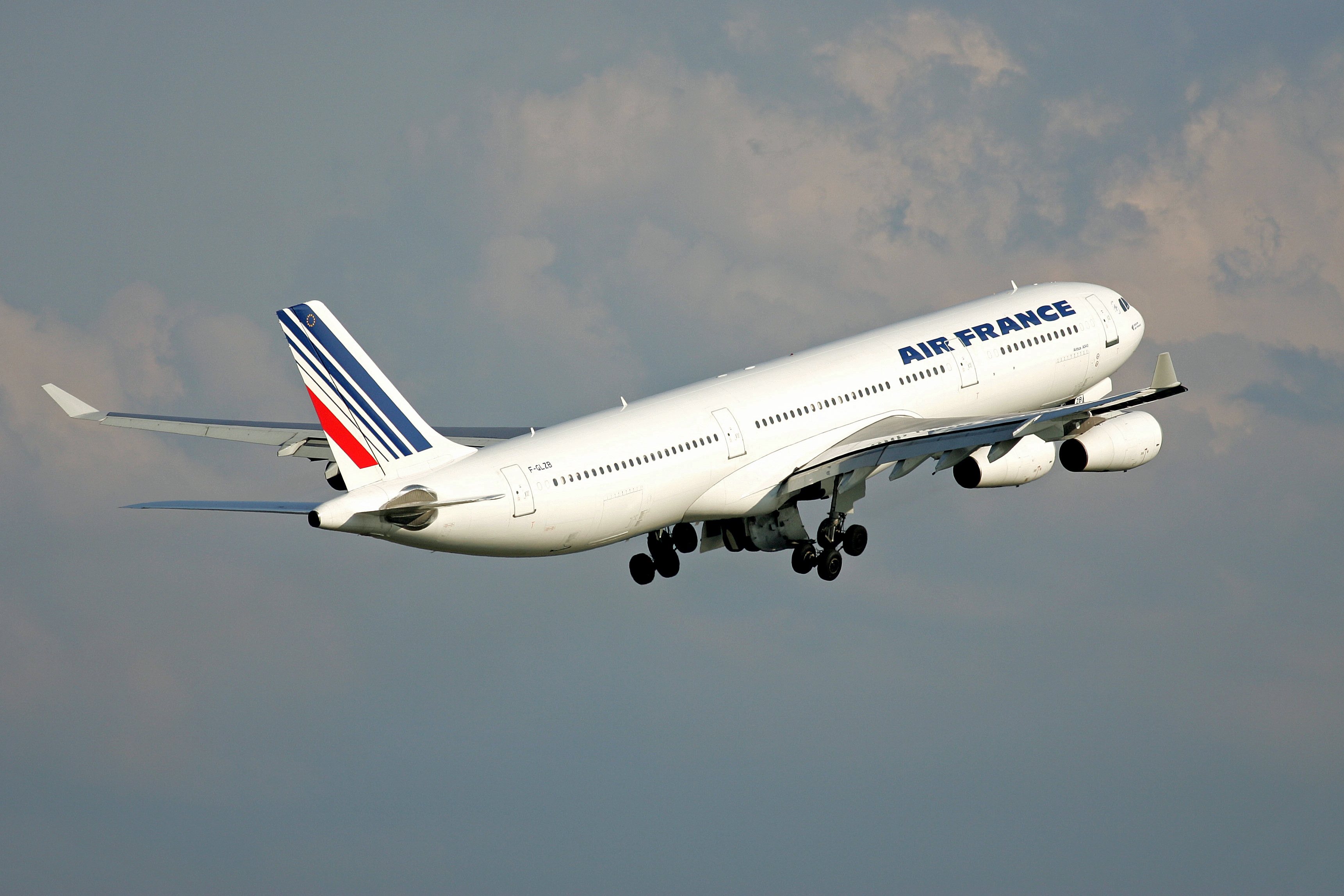
エールフランスのA340-300。

A340-200の初就航は1993年3月15日、ルフトハンザ航空のフランクフルト - ニューヨーク線であった。同月29日には、エールフランスによって、パリとワシントンD.C.を結ぶ路線でA340-300が初就航した。
1990年代には、A340の納入はおおむね年に20機から30機というペースで進められた。A340の運航会社は欧州の航空会社を中心に広がり、747ほどの収容力を必要としない長距離路線を中心に、747やDC-10の後継機として投入された。1995年7月までに欧州では、エールフランス、ルフトハンザ航空、オーストリア航空、TAP ポルトガル航空、トルコ航空、ヴァージン・アトランティック航空がA340を導入していた。

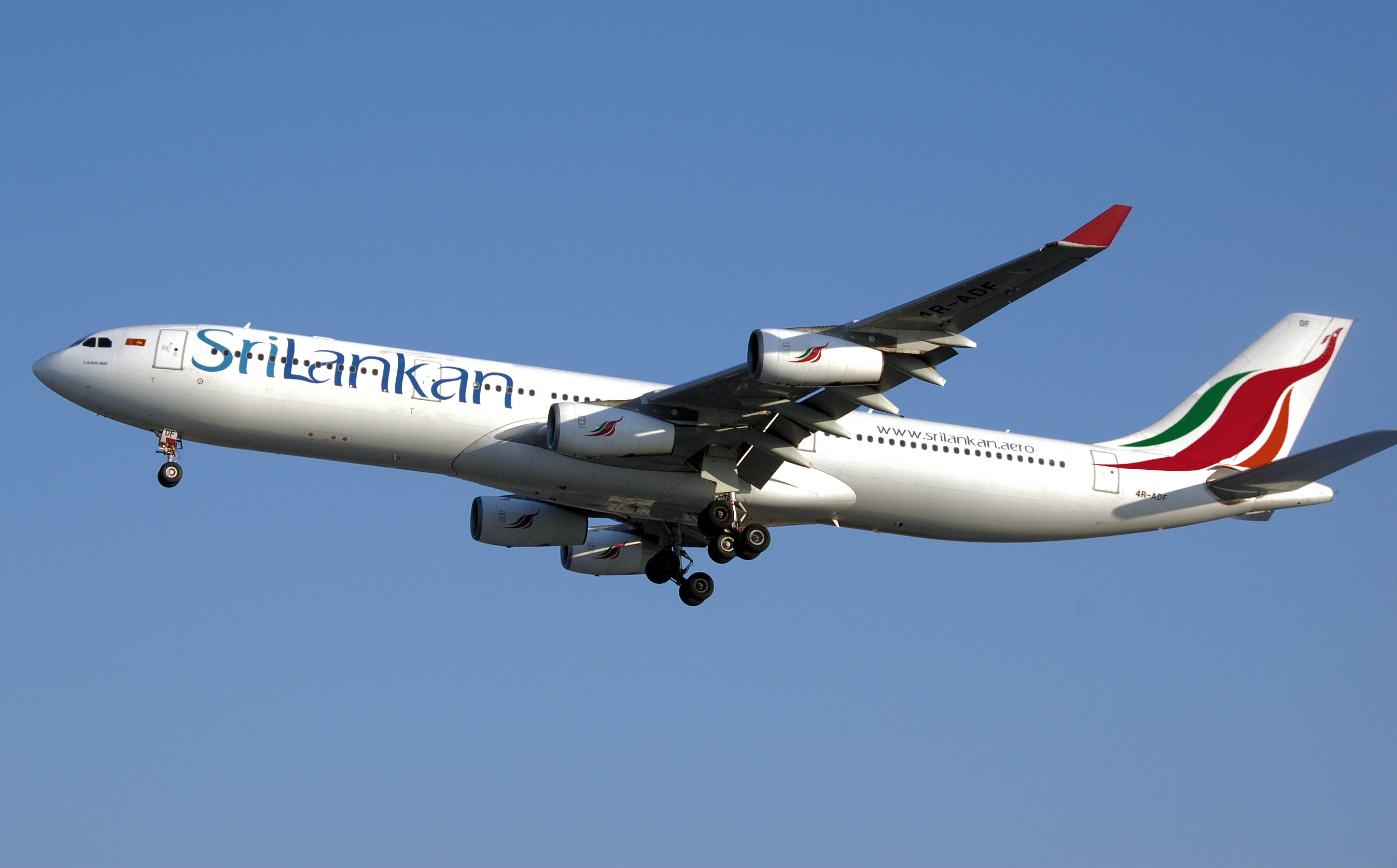
ランカ・エア（後のスリランカ航空）のA340-300。同社はアジアで最初のA340運航者となった。

アジアで最初にA340を導入したのはエア・ランカ（後のスリランカ航空）で、キャセイパシフィック航空がそれに続いた。日本の航空会社では、1990年に全日本空輸が5機を発注していたが、1995年1月に機体の受領を2000年以降に延期することが発表され、最終的に注文はキャンセルされた。
米国では、1992年にノースウェスト航空が経営状況の悪化によりA340の発注をキャンセルしており、その後もA340を導入する航空会社は現れなかった。その他の地域では、1995年7月までにモーリシャス航空、クウェート航空、バーレーンのガルフ・エア、そしてエア・カナダがA340を導入していた。
エアバスは、A340-200/-300ともに最大離陸重量の段階的な引き上げを行い、航続力の向上が図られた。一方、A340のエンジン推力は最大でも151キロニュートンで、当時ライバルとされたマクドネル・ダグラスMD-11などと比べると余剰推力が小さく、上昇性能が劣っていた。A340の巡航速度はマッハ0.82でありマッハ0.85以上の巡航速度を持つ747やMD-11と比べて遅く、A340が就航するような長距離路線では、速度の遅さにより所要時間に大きな差がついた。また、これら複数の機種が混在して運航されている路線では、A340が747やMD-11に追いつかれるケースが頻発し、航空会社からクレームが続出したことで、巡航速度に応じて飛行ルートを分離する措置がとられた。

### 第2世代の開発

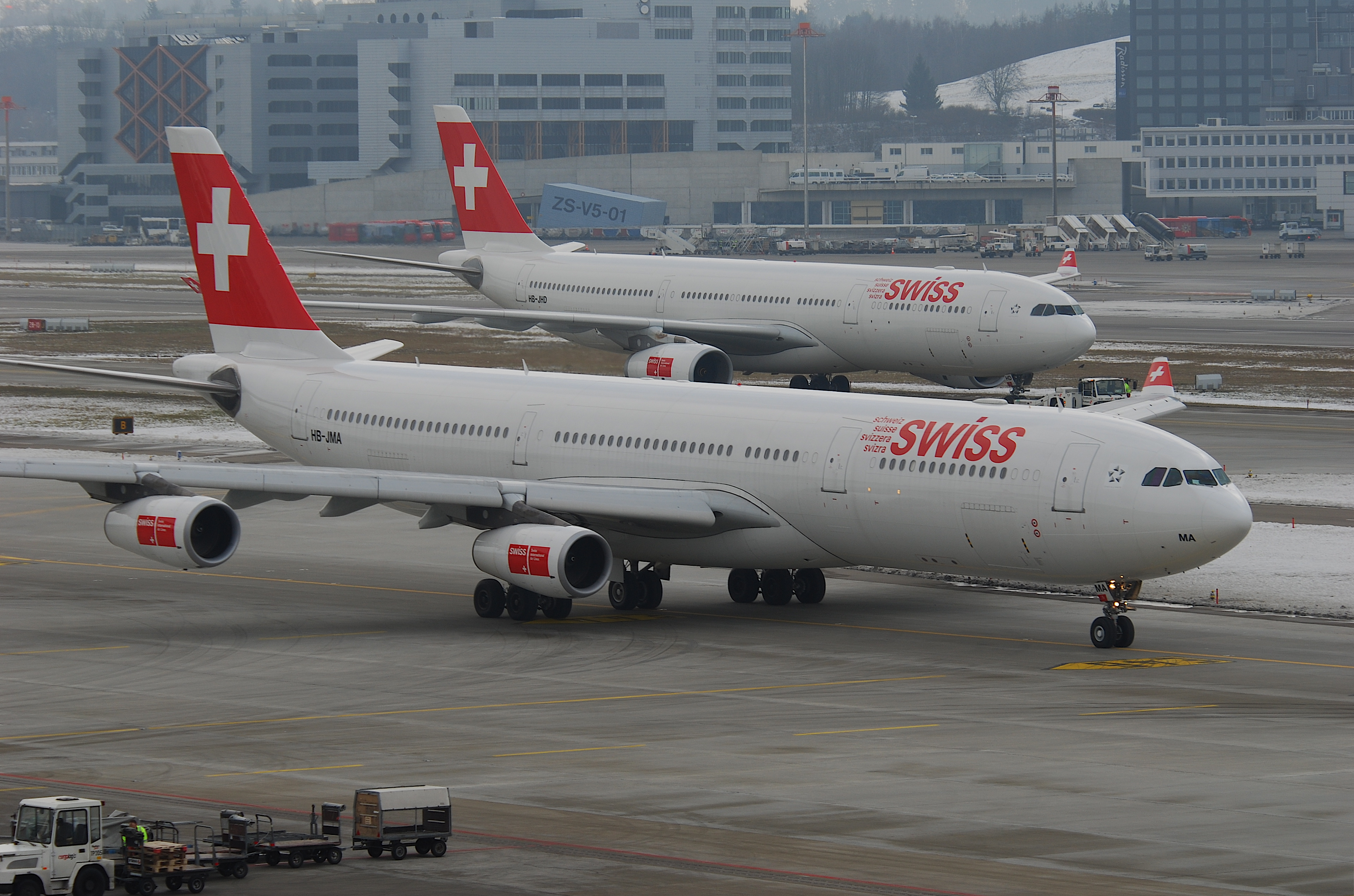
併走するスイス インターナショナル エアラインズのA340-300（手前）とA330-300（奥）。

姉妹機のA330は、A340から約1年遅れて1992年11月に初飛行に成功し、1993年10月に型式証明を取得して1994年1月に初就航していた。長距離は4発機、短中距離は双発機という棲み分けを提示したエアバスだが、航空会社はより航続距離が長い双発機を求めるようになっていた。1995年6月には、ボーイングによって開発された新型の双発ワイドボディ機777が路線就航を開始した。777は双発ながら優れた航続性能を持ち、A340-200に匹敵する14,000キロメートルという航続力を持つ発展型の登場も予定されていた。1995年11月にはエアバスも双発のA330の胴体を短縮して軽量化し、その分燃料搭載量を増やすことで航続性能の向上を図るA330-200の開発を決定した。また、ETOPS制度の拡充により双発機の運航可能範囲が拡大し、双発機がA340の市場を侵食しつつあった。このような状況で、エアバスは777に対抗でき、747初期型の後継需要も狙える機体として、A340の一層の大型化・長距離化を検討し、1996年4月に本格的な研究作業を開始した。詳細設計を続けたエアバスは、超長距離型のA340-500ならびに長胴型のA340-600を開発することを決断し、1997年6月15日にパリ航空ショーにおいて正式発表した。第2世代となる2モデルの機体案は以下の通りであった。
- A340-500: A340-300と同等の収容力で、A340-200以上の航続距離を持たせる。
- A340-600: A340-300と同等の航続力を維持しつつ、客席数を3割程度増加させる。

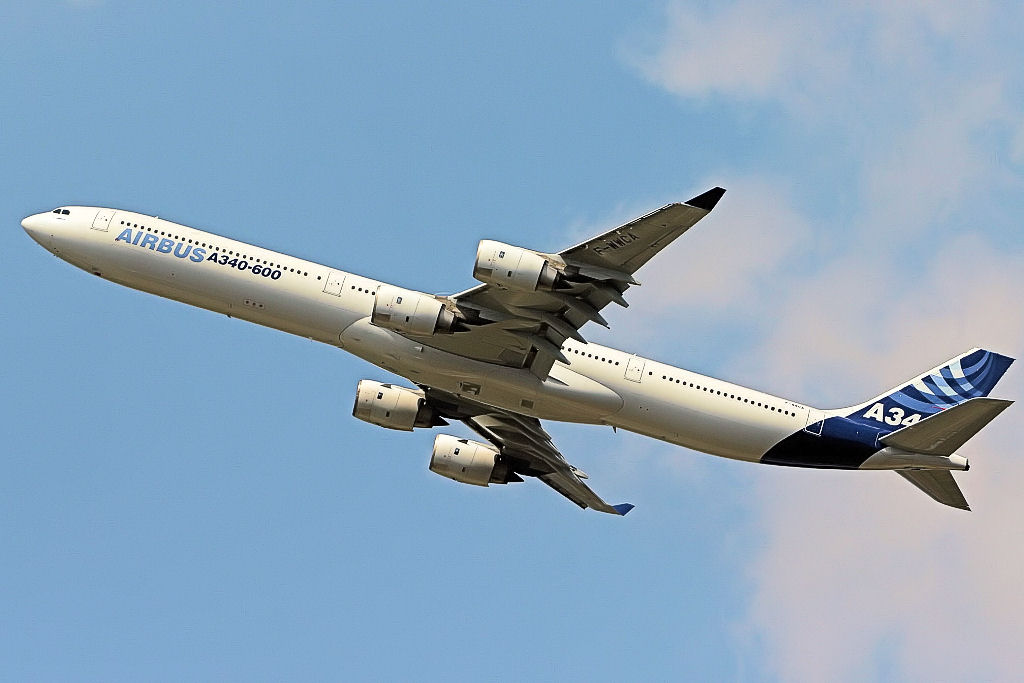
A340シリーズで最長の胴体長となったA340-600。

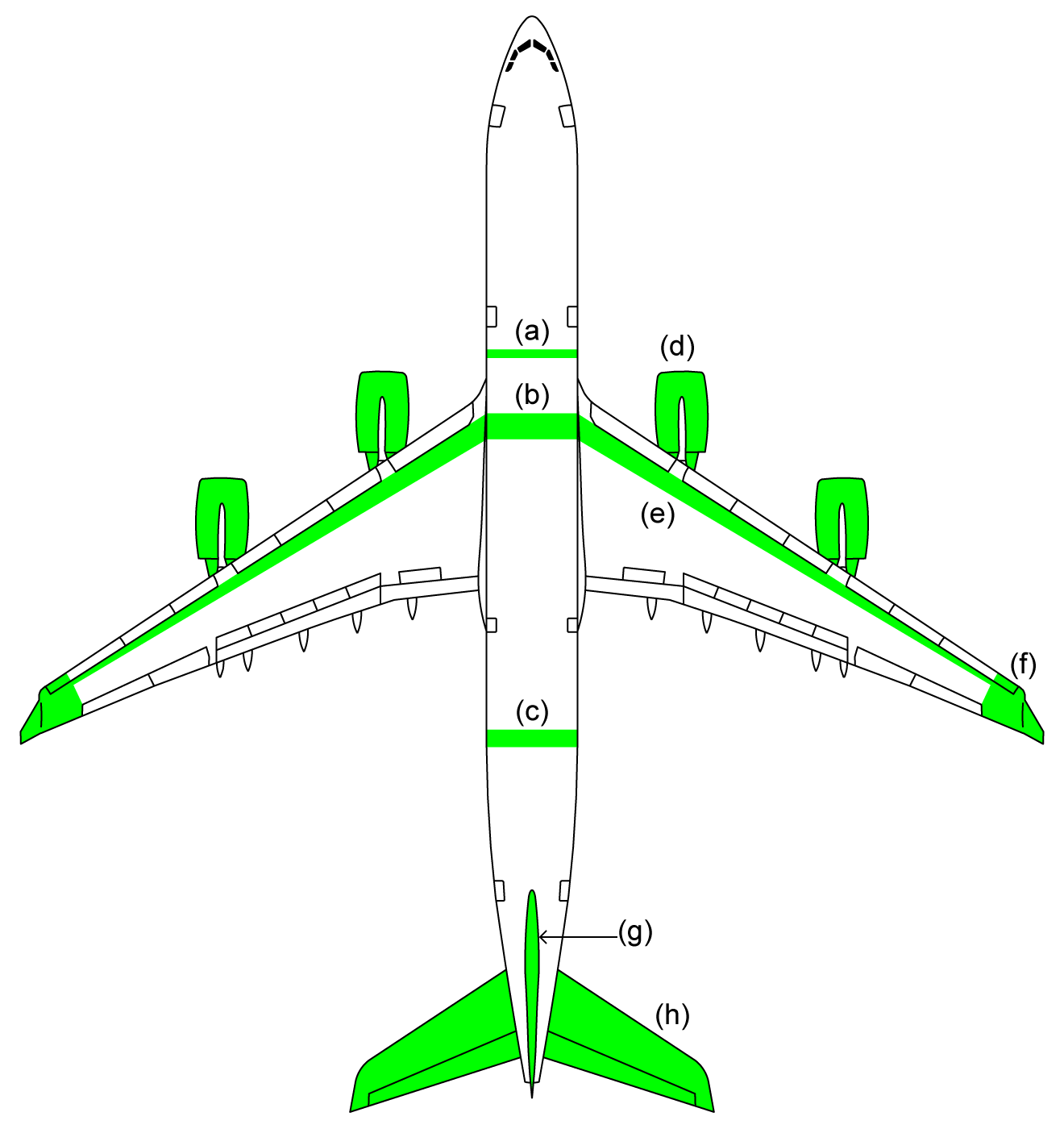
A340-500での設計変更点を示した概略図（A340-300との比較）。(a) 前方胴体を0.53 m延長、(b) 中央胴体を1.6 m延長、(c) 後部胴体を1.07 m延長、(d) エンジンをR-R製トレント500に変更、(e) 主翼の前縁側に構造体を挿入、(f) 翼端部の延長とウィングレットの変更、(g) A330-200の垂直尾翼を0.5 m短縮して流用、(h) 水平尾翼の再設計による大型化。

この新型機計画に対し、まず、ヴァージン・アトランティック航空がA340-600、エア・カナダがA340-500/-600両機種を発注する意向を示し、続いてエジプト航空とルフトハンザ航空もA340-600の発注を決めた。これら4社がローンチカスタマーとなり、エアバスは、1997年12月8日に正式にA340-500/-600を開発することを決定した。2モデル同時の開発決定であったが、開発作業はA340-600を先行させ、A340-500は半年遅れで作業を行うこととされた。
A340-500/-600（以下、第2世代と呼ぶ）では、胴体の延長、主翼と尾翼の大型化、エンジンの変更、降着装置の強化などが行われた。A340第2世代の胴体は、A340-200/-300（以下、第1世代）と同じ断面が使用された。胴体長は、A340-300と比べてA340-500では3.2メートル、A340-600では10.6メートル延長された。A340-600の全長は75.36メートルで、世界で最も全長の大きい旅客機となった。
主翼は全くの新設計ではなく、第1世代の主翼に対して追加構造体を挟み込むことで翼弦方向を拡大する方法が取られた。また、翼端部分の延長とウィングレットの見直しも行われた。これらの主翼の変更によって翼面積が約1.2倍に拡大、翼幅が3.15メートルに延び、後退角が31.1度に増えたほか、アスペクト比と翼厚比が減少した。胴体の延長にともない垂直尾翼と水平尾翼も大型化された。
主翼の大型化にともない主翼内の燃料タンク容量が拡大したほか、超長距離型のA340-500では胴体内にもタンクが増設された。機体全体での燃料容量はA340-300比でA340-500が52パーセント、A340-600が38パーセント増大した。最大離陸重量も引き上げられ、A340-500は標準航続距離が16,057キロメートル（8,670海里）に達し、世界最長の航続距離性能を持つ航空機となった。

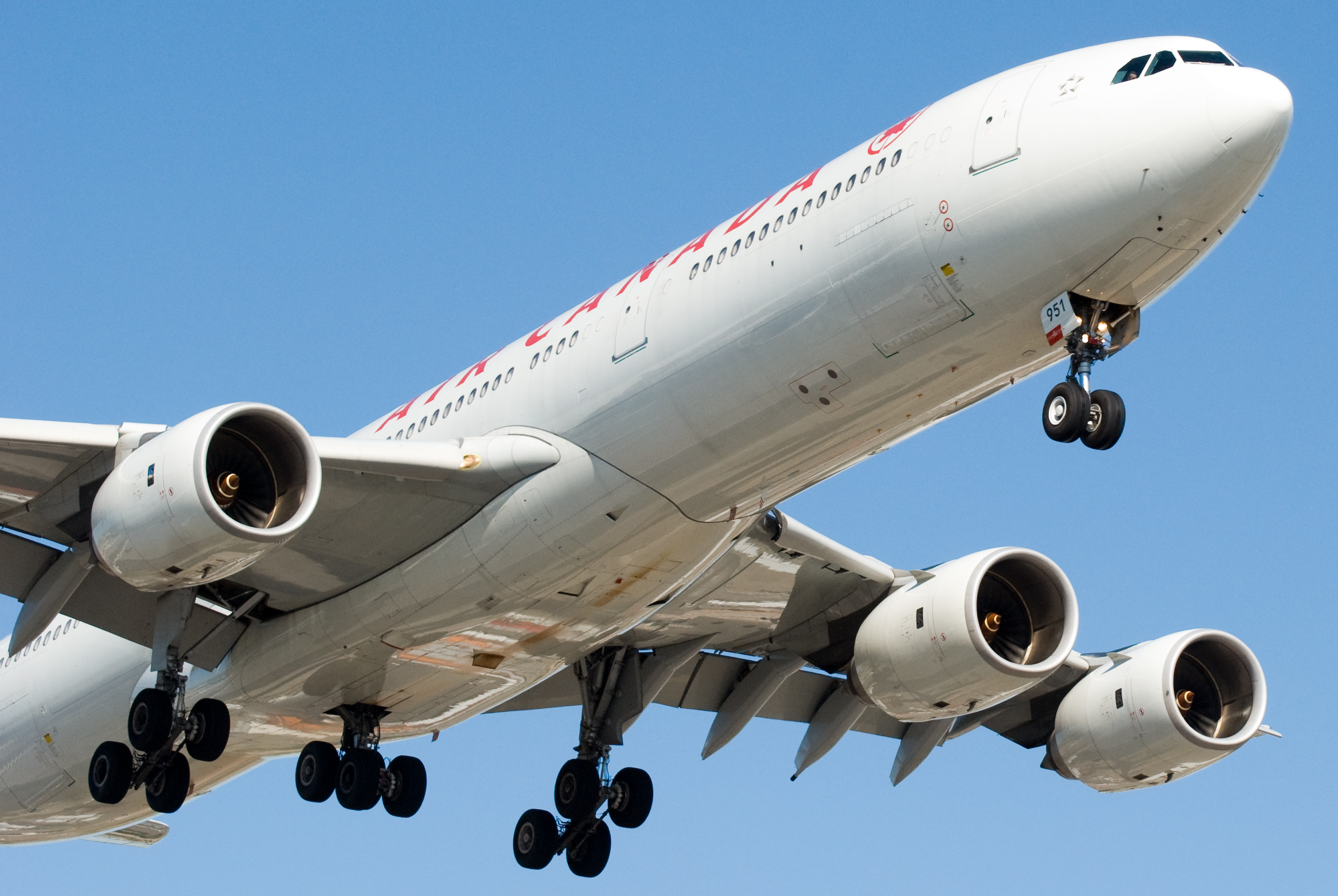
エア・カナダのA340-500。A340第2世代では、胴体中央部の中央脚が4輪式に強化されたほか、エンジンがR-R社のトレント500シリーズに置き換えられた。

エンジンは、推力の大きいロールス・ロイス（以下、R-R）社のトレント500シリーズに置き換えられた。A340-500/-600はエアバスの旅客機として、初めてR-R社のエンジンのみを装備する機種となった。主翼の変更やエンジン推力の増加によって飛行性能が向上し、巡航速度はマッハ0.83に引き上げられたほか、上昇性能も向上した。
重量増大に対応するため、中央脚が標準装備になり4輪式に変更された。同時に機体の軽量化のため、構造部材の一部に新しいアルミニウム合金が導入されたほか、複合材料の採用範囲が一段と拡大され、後部圧力隔壁や胴体の縦通材にもCFRPが採用された。コックピットは第1世代と全く同じレイアウトだが、ディスプレイがブラウン管から液晶ディスプレイに変更され、これはA340-200/-300にもフィードバックされた。胴体の延長に合わせ、操縦系統のソフトウェアに若干の修正が加えられた。
客室の設計は基本的にA340-200/-300と同じだが、オーバーヘッド・ビン（座席上の荷物棚）が改良され、容積を拡大しつつ圧迫感の低減が図られた。胴体の延長に伴い貨物室も大きくなり、標準仕様でのLD-3コンテナの収容数はA340-500が30個、A340-600が42個となった。また、そこまでの貨物収容力を必要としない航空会社向けに、床下に配置できる旅客用の化粧室区画や乗務員の休憩用区画といったモジュールも開発された。
A340第2世代の製造と試験はA340-600が先行し、2001年4月23日にA340-600の1号機が初飛行した。A340-600の1号機と2号機は開発試験と型式証明取得のための試験に使用され、3号機は完全な旅客用設備を備えて、客室関係の試験や寒冷地試験、路線実証試験などに充てられた。A340-600の試験が始まると、ペイロードや航続距離性能が計画値に達しないという問題が明るみに出た。問題の主な原因は、機体重量が設計時の想定を上回っていたためであり、特にBAEシステムズ社が設計・製造を担当した主翼に起因するとされた。この問題は、開発途中から指摘されていたものの、主翼の空力性能の向上によって相殺されると期待され、製造・試験が開始されていた。結局、主翼の構造などを見直すことで重量の軽減が行われ、一時的に開発機の製造が当初計画よりも1か月遅れることになったが、問題の解決とともにスケジュールも見直され、エアバスでは影響は最小限で抑えられたとしている。また、A340-600の初期の飛行試験では、乱気流の中を飛行すると胴体前方の乗り心地が悪くなる問題が指摘されていたが、後に、振動を抑制するようコンピュータが自動的にエルロンや方向舵を操作するように改良が行われた。A340-600は2002年5月21日にJAAの型式証明を取得、同年7月26日にヴァージン・アトランティック航空に対して最初の納入が行われた。
A340-500の1号機は、A340-600の証明が交付される前の2002年2月11日に初飛行した。A340-500の型式証明のための試験には、当初は2機を用いる予定であったが、先行していたA340-600の試験が順調に進んだことと、A340-500/-600の共通性が認められたことから、実際に試験に使用されたのは1号機のみだった。A340-500の試験は同型式に固有の項目を中心に行われ、A340-600の証明取得から約半年後の2002年12月3日にJAAから型式証明が交付された。A340-500の初引き渡しは2003年の始めにエア・カナダに対して行う予定であったが、エア・カナダの経営状態の悪化により延期され、結果的に最初の納入は、2003年10月23日にエミレーツ航空に対して行われた。

### 第2世代の就航開始

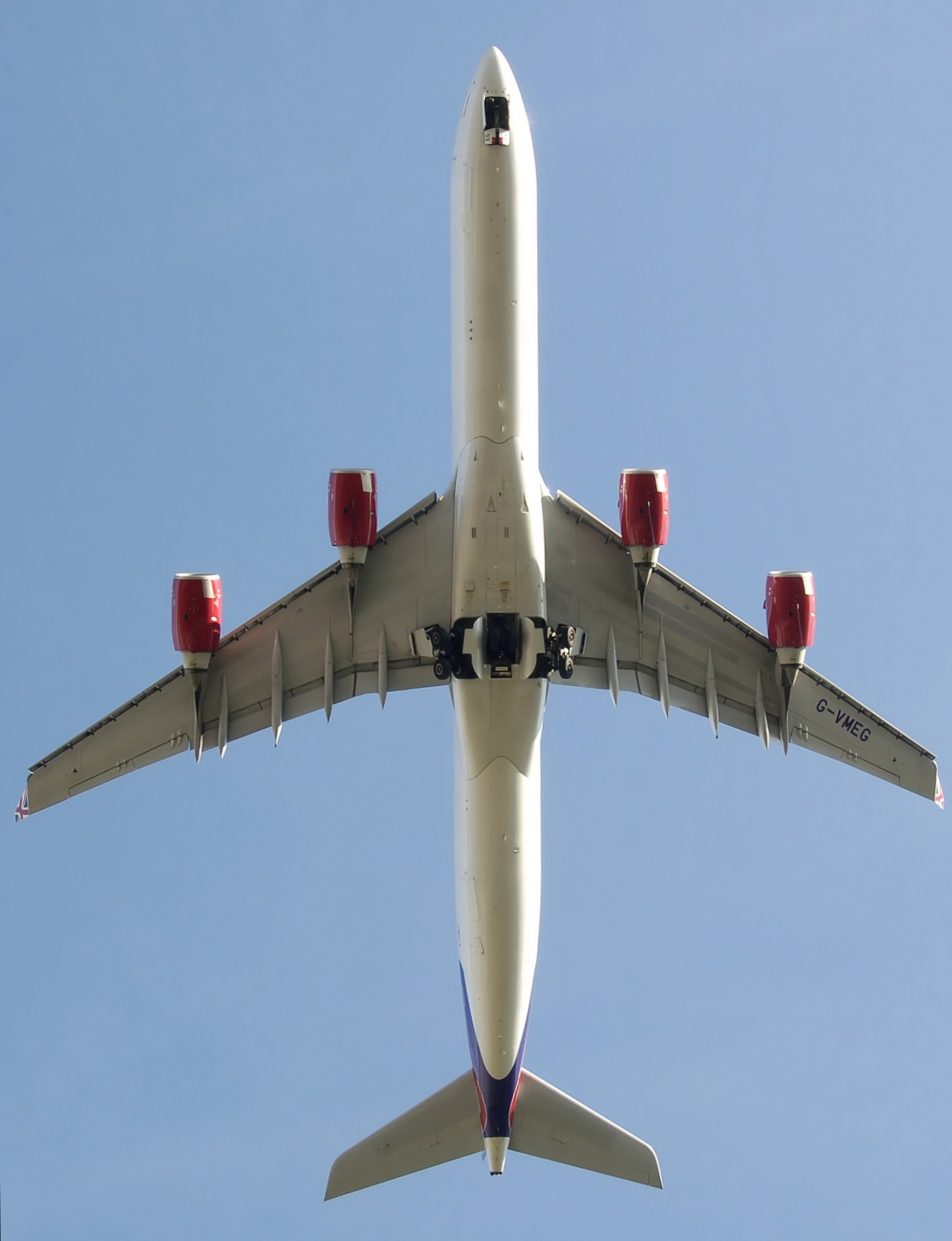
ヴァージン・アトランティック航空のA340-600を下から見上げる。離陸して降着装置を格納中。

2002年8月1日、ヴァージン・アトランティック航空のロンドン - ニューヨーク線でA340-600の路線就航が開始され、続いて同社のロンドン - 東京線にも投入された。A340-600の運航者第一号となったヴァージン・アトランティック航空では新型機の導入初期に特有の様々な問題にみまわれ、運航を開始した年から翌2003年にかけての出発信頼度は十分な水準に達しなかった。エアバスやR-R社は、燃料供給システムやエンジン関係、ギャレー設備、客室のエンターテインメントシステムなどの問題解決に取り組んだ。エアバスはサポート体制の拡充にも努め、ヴァージン・アトランティック航空に派遣していた技術サポートチームの刷新も行われた。A340-600の2社目以降への引き渡しまではかなり時間があったこともあり、その後の運航会社では問題は軽減された。A340-600はA340-200/-300を運航していた航空会社を中心に受注を集め、主に、747で運航していた長距離路線の増強や機材置き換えといった形で投入された。

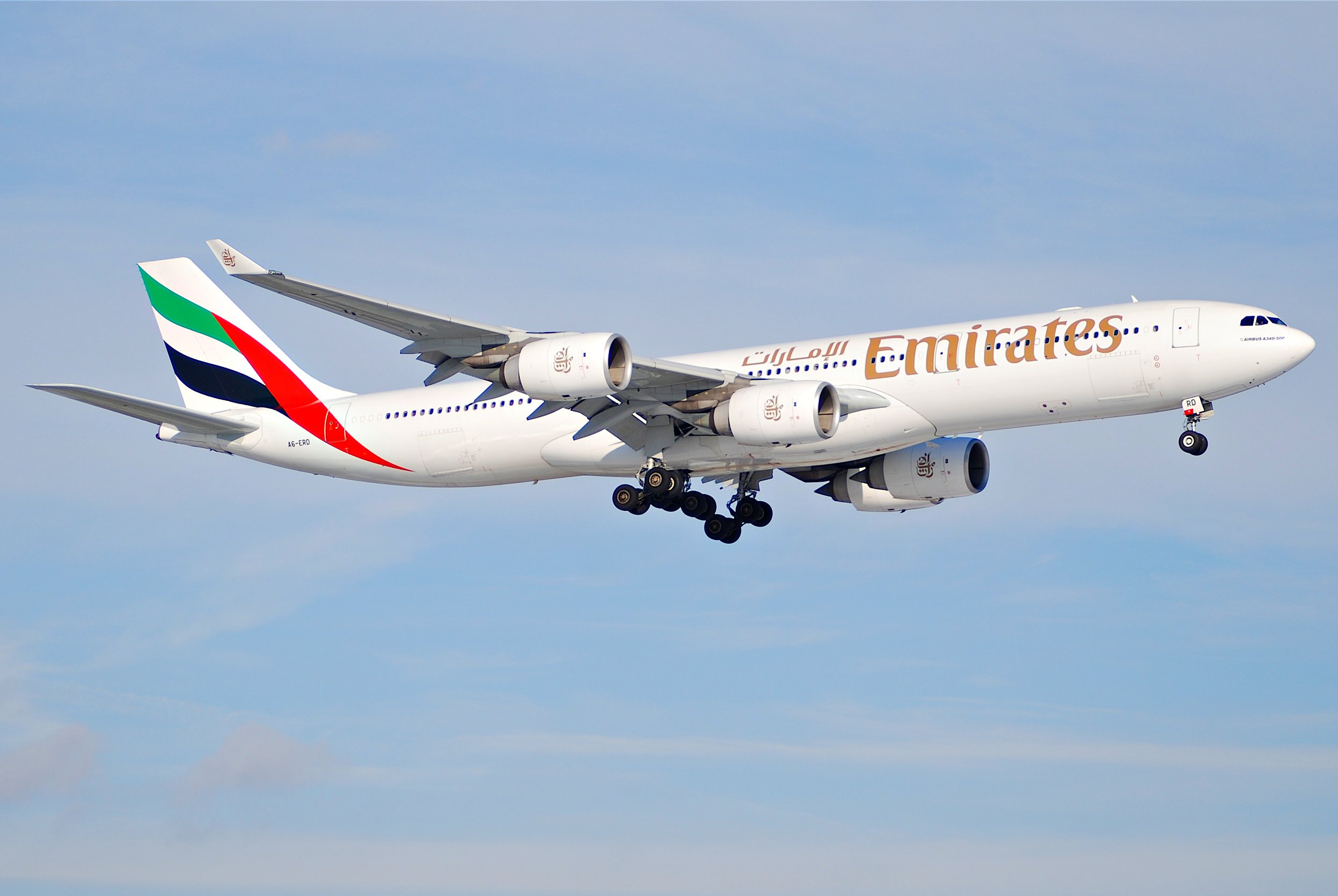
エミレーツ航空のA340-500。

A340-500の路線就航は2003年10月、最初の機体を受領したエミレーツ航空によって開始され、同年12月1日には、同社はA340-500を用いて飛行時間14時間というドバイ - シドニー間の直行便を開設した。2004年には、シンガポール航空がA340-500を用いてシンガポール - ロサンゼルス直行便、シンガポール - ニューヨーク直行便を相次いで新設した。両路線は開設時において、民間航空の直行便として世界最長の路線距離を記録し、特に、シンガポールからニューヨークへ向かう便は距離が約16,600キロメートル、所要時間が19時間近くに及んだ。
2005年の前半までに、A340-500/-600は欧州、中東、アジア、アフリカそして北米の合わせて9の航空会社で導入されたほか政府専用機としても採用され、運用数は58機になった。エアバスは、運航会社から寄せられた前述の問題への対応のほか、各部の設計にも修正を加えており、翼胴フェアリング（翼と胴体の表面を滑らかに繋ぐ覆い）の改良などが行われた。また、最大離陸重量の引き上げによって航続力の向上も図られ、A340-500の航続距離は16,668キロメートル（9,000海里）にまで延びた。

### その後の展開
収容力・航続力ともに第1世代を上回るA340-500/-600の生産・引き渡しが本格化すると、A340の発注は第2世代機に集中した。第1世代のなかでもA340-200には注文が集まらず、第2世代の開発決定と重なる1997年12月に初飛行した機体を最後に同モデルの生産は途絶えていた。A340-300は第2世代の登場後も生産・納入が続いたが、2008年9月に初飛行した機体が最終生産機となった。2000年代の前半から中盤にかけて、A340はシリーズ全体で毎年おおむね20機以上の納入を続けたが、2007年以降は納入数が10機台に落ち込んだ。
ボーイングは、双発機777の航続力を強化した発展型として777-300ERと777-200LRを相次いで開発し、それぞれ2004年5月、2006年3月に路線就航を開始していた。777-300ERは3クラス編成での座席数が381席、航続距離が14,490キロメートルでA340-600に匹敵する収容力と航続力を持っていた。777-200LRについては航続距離が17,395キロメートルとA340-500を上回り、A340-500は世界最長の航続距離性能というタイトルを失った。ETOPSの段階的な改訂により双発機の運航可能範囲は拡大を続け、世界中どの路線でも双発機による運航が可能とまで言われる状況となった。また、改訂議論の過程ではエンジンの信頼性や性能が向上したことで、代替飛行場まで飛行時間の上限を決定する要素として、医療設備や消火装置といった装備品が重視されるようになった。FAAは2007年に新ルールを発表し、それまで代替飛行場までの飛行時間に規制がなかった3発機や4発機に対しても消火設備や酸素供給装備などをもとに制限を行うことが決まった。777-200LRが長距離飛行の世界記録を達成した2005年度の受注数は、777が118機だったのに対しA340は14機であった。
エアバスはA340-600の純貨物型の提案も行ったが、発注を得られず計画は棚上げされた。また、2005年には、エアバスが開発を検討中だったA350（A350XWBとなる前の機体案）の設計を取り入れると同時に新型エンジンを採用して性能の向上させたA340の発展型の研究を行っていることが報じられた。その後、エアバスはA350の開発計画を一新することになり、2006年12月1日に新型の双発機A350 XWBファミリーの開発を正式に決定した。最新技術を取り入れて運航経済性を向上させたA350 XWBの計画が発表されると、なかでもA350-1000は収容力や航続力がA340-600とほぼ匹敵することから、顧客の興味はA340から離れていった。エミレーツ航空やヴァージン・アトランティック航空など、納入待ちのA340について注文をキャンセルする航空会社も現れた。2011年11月10日、エアバスはA340の全タイプについて受注を打ち切り生産を終了すると発表した。満を持して開発されたA340第2世代だが、販売数はエアバスが期待したほど伸びず、A340-500が34機、A340-600が97機の計131機にとどまった。A340シリーズ全体での生産数は377機で、後から登場した777の1/3程度であった。
2013年には、エアバスもA340-600の運航経済性が777-300ERと比べて劣っていることを認めており、4,000海里（7,400キロメートル）の路線を飛行した場合、A340-600の方が燃料消費量が12パーセント多くなるとしている。A340は結果的に燃費性能に優れた競合機に敗れた形になったが、A340とA330の開発は、エアバスがボーイングとの全面的な競争に突入するきっかけの一つとなっていた。A340の開発において、姉妹機のA330だけでなく小型双発機のA320とも各種システムを共通化するという製品戦略をとったことで、エアバスは開発費を数機種で分散させ、全くの新規開発となり開発のコストやリスクが高かった小型のA320にも先進的なフライ・バイ・ワイヤシステムや完全なグラスコックピットを導入できた。エアバスは1988年にA320、1993年にA340、A330、A321と相次いで新型機の納入を開始し、短距離向け小型機から長距離向け大型機までを製品ラインナップに持つ旅客機メーカーとなった。1980年代前半まで民間航空機市場におけるエアバスのシェアは、納入機数で20パーセントに届くか届かないかだったが、1999年に初めて受注機数でエアバスがボーイングを上回り、2003年には受注機数・納入機数ともにエアバスが世界首位の座に立った。リージョナル機を除く民間航空機分野はエアバスとボーイングの寡占状態となり、エアバスはボーイングと互角の競争をなすまでに成長した。

## 機体の特徴

### 形状・構造

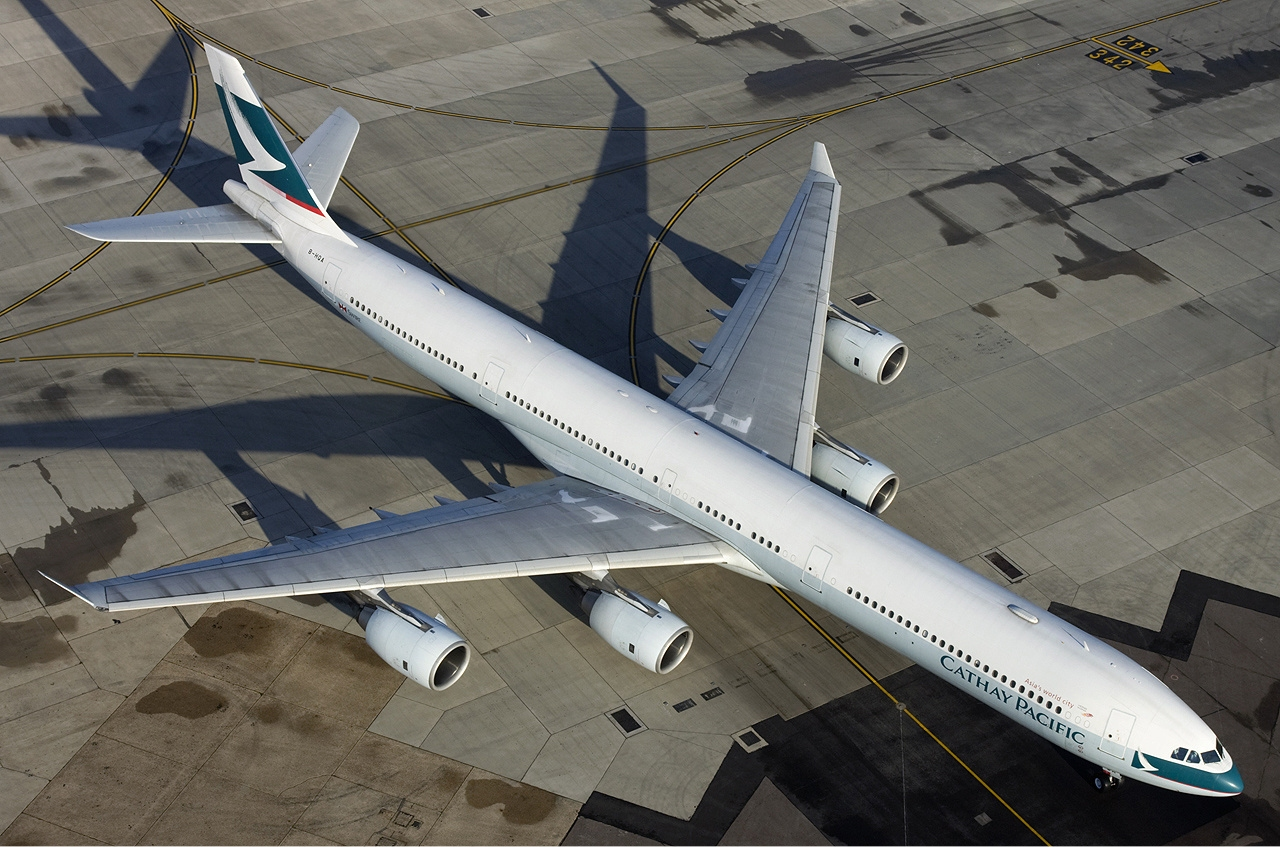
上から見下ろしたキャセイパシフィック航空のA340-600。

A340は、客室内に通路を2本もつワイドボディ機で、片持ち式の主翼を低翼位置に配した単葉機であり、主翼下にターボファンエンジンを4発備える。水平尾翼は低翼に配置され、胴体尾部には補助動力装置としてガスタービンエンジンが内蔵されている。降着装置は前輪式配置であり、仕様によっては中央脚を備える。第1世代となるA340-200/-300は、姉妹機のA330との共通性を最大化するように設計された。後に開発された第2世代となるA340-500/-600では、胴体の延長、主翼や尾翼の拡大、エンジンの変更などの改良が行われた。
A340の胴体断面には、A300で開発された直径5.64メートル（222インチ）の真円断面の設計がそのまま用いられ、胴体長を延ばすことで収容力が増やされた。A340で最も胴体が短いのはA340-200で全長は59.4メートルである。型式名の数字が大きくなるほど胴体長も長くなり、最も胴体が長いA340-600は全長が75.36メートルと747-8が完成するまでは世界で最も全長の大きいジェット旅客機であった。長い胴体を持つA340-500/-600では、地上でのタキシング時の操縦に注意を要することから、パイロットの操縦を支援するため、垂直安定板の頂部にカメラが設置され操縦席のディスプレイに画像を表示する機能が追加された。
|                                            | 翼幅 (m) | 翼面積 (m2) | 1/4翼弦での後退角 (度) |
| ------------------------------------------ | -------- | ----------- | ---------------------- |
| A340-200/-300                              | 60.30    | 361.6       | 30                     |
| A340-500/-600                              | 63.45    | 439.4       | 31.1                   |
| 出典：浜田 2013a, p. 96、浜田 2013b, p. 97 |          |             |                        |

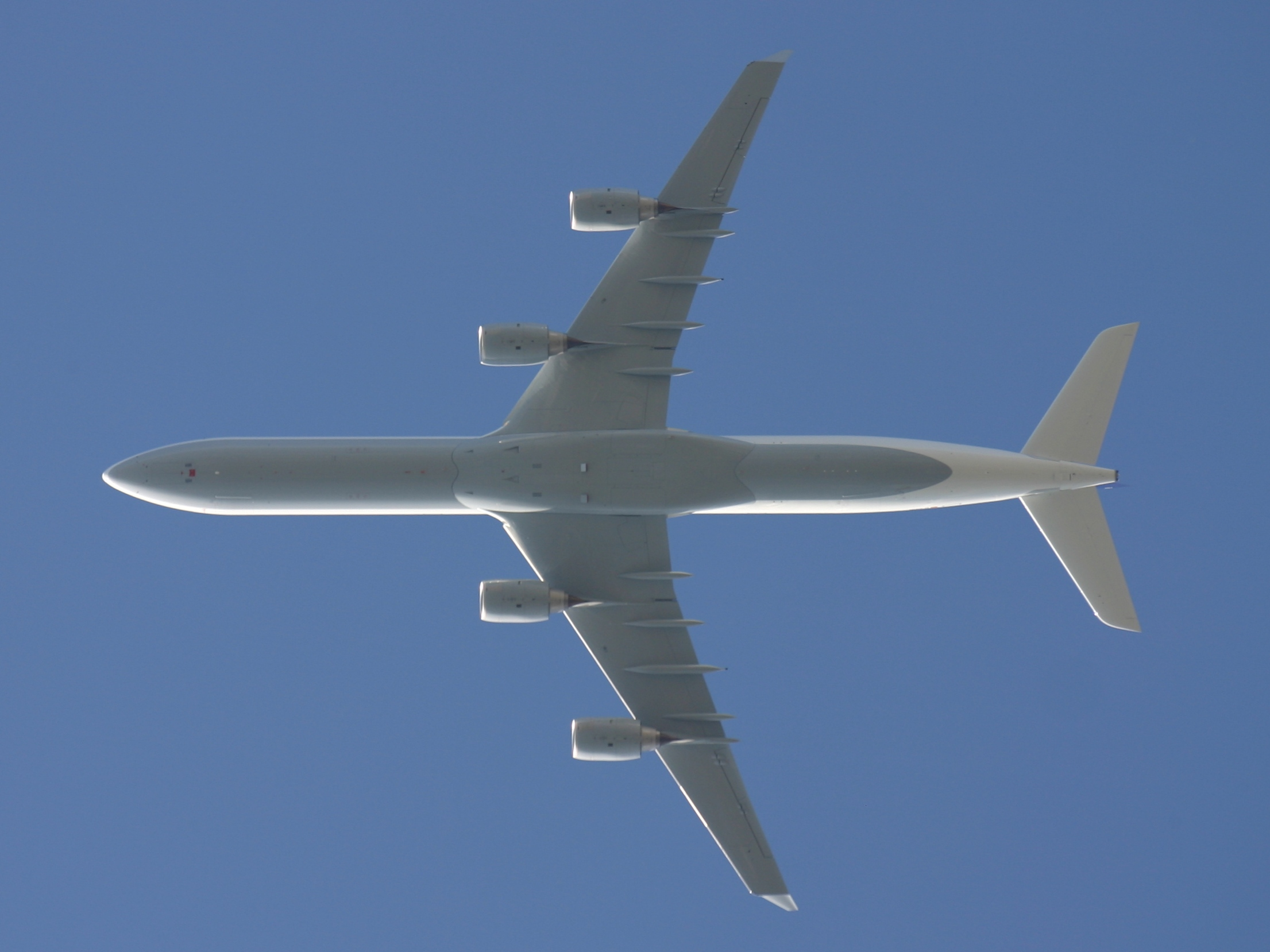
下から見上げた試験飛行中のA340-600。

A340の主翼は、テーパーがついた後退翼で翼端にウィングレットを有する。翼平面形の主なパラメータは表1の通りで、第1世代（A340-200/-300）と第2世代（A340-500/-600）とでサイズが異なる。747-200と比べると、ほぼ同じ翼幅で翼面積は3分の2程度であり、アスペクト比が大きい翼である。
主翼の翼型は、基本的に前半部が厚く後半部は薄いが、胴体側の付け根から翼端まで連続的に変化している。特に、外翼では後半部が大きくえぐれたような形をしており、これはリア・ローディングと呼ばれる翼の後半でも揚力を発生させられる翼型の工夫である。第1世代の主翼について最大翼厚を翼弦長で割った翼厚比を見ると、連続的に細かく変化しており、翼の付け根の15.25パーセントが最大で、内翼部と外翼部の境では11.27パーセント、外翼部の端で9.86パーセント、ウィングレット部で10.60パーセント、平均で12.8パーセントである。これらの主翼の特徴は、主翼内の燃料タンク容積を最大化する設計だと推定されている。
第2世代の主翼は全くの新設計というわけではなく、第1世代の主翼構造の前桁と前縁との間にテーパーがついた追加構造体を差し挟むことで翼弦方向が拡大された。また、第2世代の主翼では、翼端側が延長されたほか、ウィングレットがわずかに大型化され取付角も変更されている。主翼の拡大により、翼内の燃料タンク容積が第1世代と比べて38パーセント増えている。
主翼の動翼は、高揚力装置、エルロン、スポイラーで構成され、両世代の間で寸法などに違いはあるものの枚数や配置は同じである。高揚力装置の配置は、前縁にスラットが7枚、後縁にフラップが2枚である。スラットは翼端に向かってテーパーが付けられているほか、胴体側の1枚と残りの6枚とで駆動系が分けられている。フラップは1枚式で比較的簡素なファウラー型フラップである。エルロンは後縁の翼端側にのみ2分割されたものが配置され、内舷側には高速用エルロンを持たない。フライ・バイ・ワイヤの導入によってエルロンは、本来の役割に加えて離着陸時にはフラップの役割、着陸後はグラウンドスポイラーの役割も果たすように制御される。スポイラーは6枚はあり、エアブレーキとグラウンドスポイラーとしての役割を持つほか、外側の5枚はロール操縦にも用いられる。
尾翼についても第1世代と第2世代では異なり、第2世代では大型化されている。第1世代の水平尾翼はA340/A330用に新規設計されたもので、可動式の水平安定板と1枚の昇降舵で構成され、翼幅は19.4メートルである。第1世代の垂直尾翼はA310のものに若干の補強が加えられたが、生産治具は同じものが用いられた。垂直安定板と1枚の方向舵で構成され、高さは8.3メートルである。小型のA310と同じ垂直尾翼は大型機のA340では相対的に小さいことになり、エンジンが1基停止して左右の推力のバランスが崩れた際に、それを打ち消すだけのモーメントを方向舵で発生させるのに若干の時間を要することになる。エアバスでは、操縦システムでこれに対応しており、エンジンが停止した場合に主翼のスポイラーやエルロンを自動的に制御してモーメントを調整する機能が搭載されている。第2世代の水平尾翼は、再設計されて第1世代よりも面積が拡大され、翼幅は22.39メートルである。第2世代の垂直尾翼は、A330-200用に開発された尾翼の高さを0.5メートル短縮したものが用いられ、第1世代のものより0.5メートル高い。水平尾翼の方向舵と垂直尾翼の昇降舵は、第2世代でもそれぞれ1枚式である。
両世代ともに水平安定板の内部には燃料タンクが設けられ、主翼タンクとの間で燃料を移動させ、機体の重心位置を制御するシステムが搭載されている。このシステムはA310で実用化されたものと同様のもので、機体姿勢を維持する際に発生するトリム抗力を抑制することができる。
降着装置は機首部に前脚、左右主翼の付け根に主脚が配置されているほか、仕様によって胴体中央部に中央脚を備える。A340シリーズ全体で共通して主脚は4輪ボギー式で内側への引き込み式、前脚は2輪式で前方に格納される。前脚はA300/A310の設計がそのまま用いられた。主脚はA340/A330用に新規設計されたもので、機体の大型化に対応して脚柱が延長されている。このため、地上では前脚より主脚が高くなり、やや機首が下がった姿勢を取る。中央脚は、A340-200/-300ではオプションであり2輪式で後方へ引き込まれる。重量が増加したA340-500/-600では中央脚は標準装備となり、4輪式に強化され、引き込み方向が前方に変わった。また、この中央脚には機体の動きに合わせて受動的に向きを変えるように操向機能が追加された。主脚と第2世代の中央脚にはアンチスキッド機能付きのカーボンディスクブレーキが装備されている。

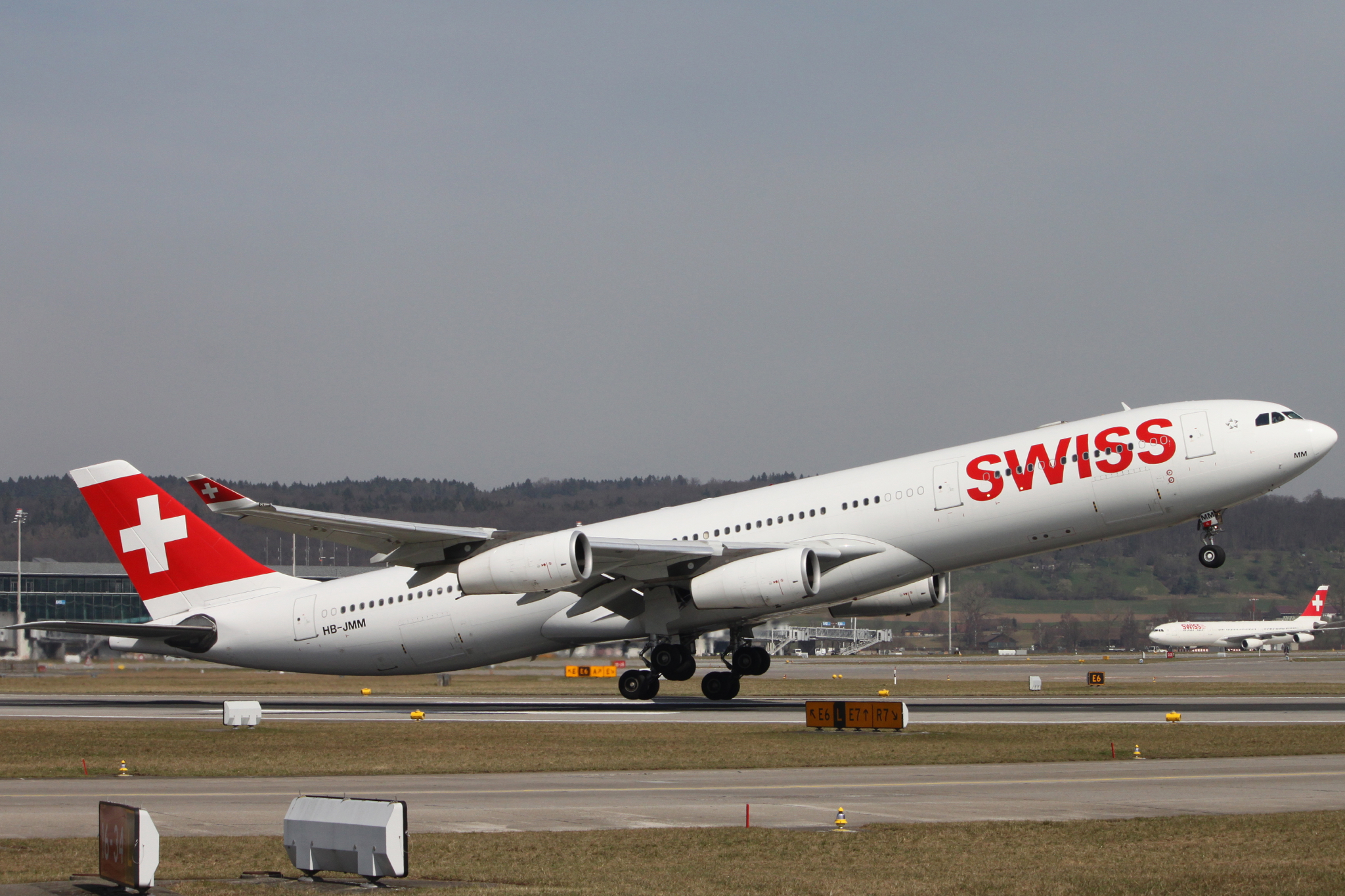
スイス インターナショナル エアラインズのA340が離陸する様子。ロッキング・ボギー機構により主脚の後輪のみが接地している。

胴体が長い機体では、胴体後部が地面に接触しないよう、離陸時の引き起こし角に制限があるが、引き起こし角は大きい方が離陸性能が向上する。そこで、エアバスではロッキング・ボギーと呼ぶ主脚を開発し、A340/A330で採用した。この方式は、ボギー式の車輪とストラットの組み合わせにより主脚前側の車輪だけを持ち上げて可能な限り後ろ側の車輪を滑走路に接地させるものであり、これにより機体引き起こし角を大きくとれるようになった。ロッキング・ボギー主脚での引き起こしでは、接地している後輪が支点となり大きな荷重がかかるが、一方で引き起こし角が大きくなることで主翼の揚力も大きくなるため、実際に車輪にかかる負担は増大しないとエアバスは述べている。
レーダーや通信機器といった電装品、座席やギャレーなどの内装品、そしてエンジンを除いたA340の構造材料の構成は、重量比で金属が80パーセント、複合材料が18パーセント、その他の材料が残り2パーセントである。金属の中で使用比率が最も高いのはアルミニウム合金で全体の67パーセント、続いて鉄鋼が7パーセント、チタン合金が6パーセントである（重量比）。A340の第2世代では、胴体外板や配管に新しいアルミニウム合金が採用されたほか、複合材料の使用部位が拡大されている。A340に使用されている複合材料には、炭素繊維強化プラスチック (CFRP)、アラミド繊維強化プラスチック (AFRP)、ガラス繊維強化プラスチック (GFRP)があげられ、主な使用部位は以下のとおりである（†はA340-500/-600から追加された使用部位）。
- CFRP: 翼胴フェアリング、主翼動翼、トラックレールのフェアリング、ウィングレット、エンジンのカウリング、方向舵、昇降舵、垂直安定板、水平安定板、降着装置の格納扉、後部圧力隔壁†、胴体の縦通材[注釈 9]†
- AFRP: 機首のレドーム
- GFRP: 垂直安定板の前縁と固定部後縁

また、スーパープラスチック成形と拡散接着とそれぞれ呼ばれる2つの新技術が機体製造工程の一部に採用された。

### 飛行システム

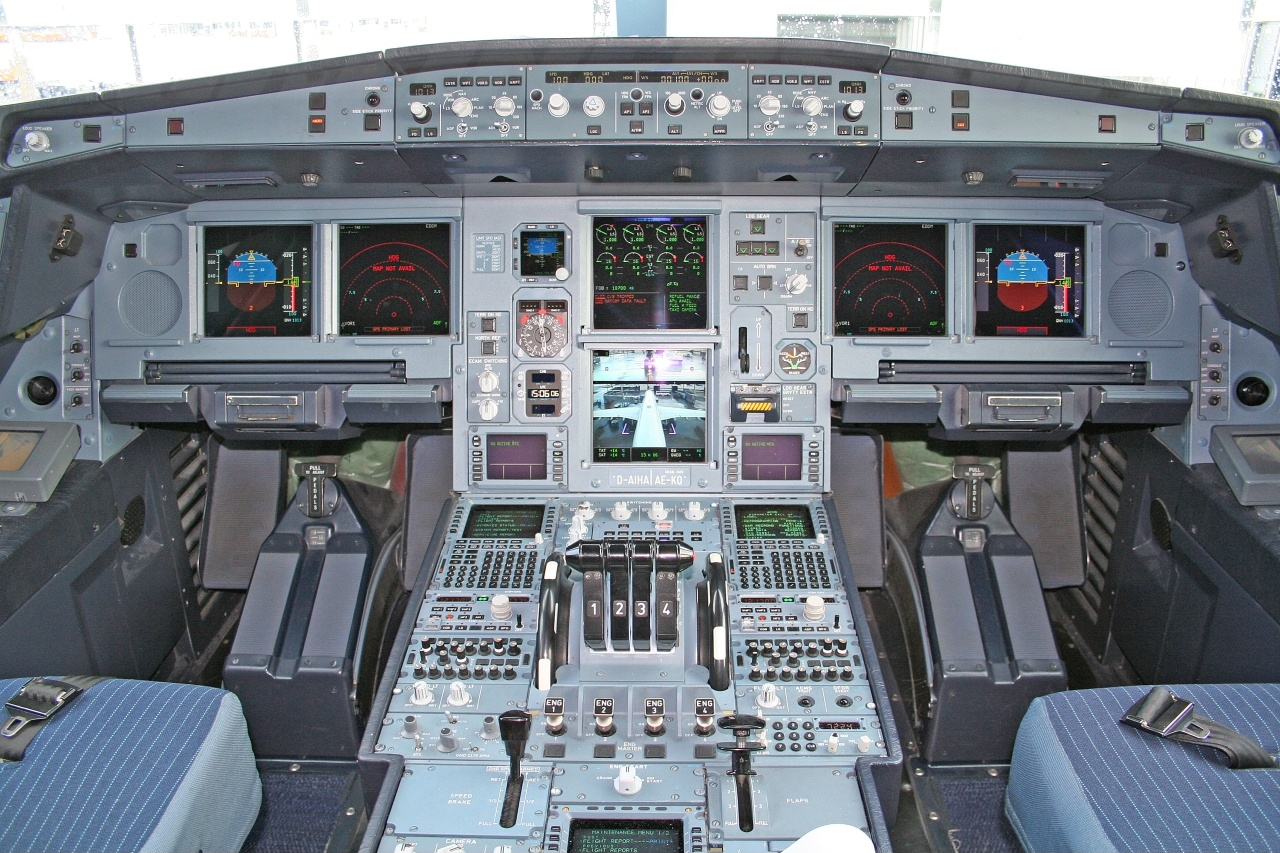
ルフトハンザドイツ航空のA340-600のコックピット。座席正面には操縦桿がなくサイドスティックで操縦する（写真にサイドスティックは写っていない）。左右の操縦席の正面にそれぞれ2基、中央に縦に2基のディスプレイが配置されたグラスコックピットである。中央下の画面には垂直安定板からみたカメラ画像が表示されている。

A340のコックピットはシリーズ全体で共通のレイアウトであり、運航に必要な操縦士は機長と副操縦士の2名である。このレイアウトはA320で開発されたものを踏襲しており、姉妹機のA330とはエンジンのスロットルレバーを除いて実質的に同一である。操縦席の正面には操縦桿が無く、各操縦席の窓側にあるサイドスティックによってピッチとロールの操縦を行う。前面には6面のカラーディスプレイが配置され、いわゆるグラスコックピット化されている。このディスプレイには、A340-200/-300の登場時はブラウン管が用いられたが、A340-500/-600の開発時に液晶ディスプレイ (LCD) に置き換えられ、後にA340-200/-300でもLCDに変更された。
A340の操縦系統は、A320のフライ・バイ・ワイヤ操縦システムを基本にA340の機体に合わせた変更や改良を加えたものである。このシステムでは、操縦士がサイドスティックやラダーペダルを操作した情報は飛行制御コンピュータに入力される。飛行制御コンピュータが計算した指令値は電気信号によって各動翼へ伝えられ、油圧アクチュエータによって動翼が駆動される。パイロットによる操縦中であっても、コンピュータは機体にかかる荷重や速度が許容値を超えたり、失速したりしないよう計算した上で各動翼を制御する。A340には5台の飛行制御コンピュータが搭載され、このうち3台がプライマリー・コンピュータ、残り2台がセカンダリー・コンピュータと分けられている。プライマリー・コンピュータとセカンダリー・コンピュータは異なるハードウェアロジックを持つためソフトウェアも別々であり、高い冗長性を持つようシステムが設計されている。また、水平安定板と方向舵についてはバックアップとして機械式の操縦系統も備えている。
A340シリーズの操縦資格は全型式を通して共通であり機種転換訓練は必要無い。コックピットレイアウトやシステムが共通化されているエアバス機では相互乗員資格（CCQ）制度が設定されており、A340/A330の姉妹機をはじめ小型のA320から大型のA380まで、いずれかの機種の操縦資格を持つ操縦士は、短期間の転換訓練で他機種の資格を取得できる。CCQによる転換訓練の期間は、A340からA330では1日、A330からA340では3日間であるほか、A320ファミリーからA340へは9日間、A340からA320へは8日間とされている。A340からA330への訓練期間に対し、A330からA340への訓練期間が長いのは、双発機から4発機のシステムへの転換となり学習することが多くなるためとされている。

### 客室・貨物室
A340は、A300と同じ胴体断面を用いたため、座席の配列などは基本的にA300と同じである。客室の扉配置は左右対称で、乗降用ドアは客室最前部、最後部、主翼の前方部に1組ずつである。非常口は、A340-200/-300/-500では主翼後方の左右1か所ずつ、A340-600ではそれに加えて主翼上にも左右1か所ずつ配置されている。
客室内には通路が2本配置され、標準的なエコノミークラスの座席配置は2-4-2の8アブレストで、間隔を詰めて3-3-3の9アブレストにすることも可能である。座席配置、ギャレーそして化粧室の配置は、航空会社の要望に応じて柔軟に配置や仕様をとることができる。エアバスが呈示している座席例では、ファーストクラスが2-2-2の6アブレスト、ビジネスクラスが2-3-2の7であるが、スイス インターナショナル エアラインズやタイ国際航空のようにファーストクラスにフルフラットシートを導入して1-2-1の4アブレストとする航空会社や、ビジネスクラスを2-2-2の6アブレストとする航空会社もある。その他、シンガポール航空が世界最長路線に用いたA340-500では、エコノミークラスを廃止して全席ビジネスクラスとして運航された。A340は長距離線用の機材として導入する航空会社が多かったことから、3クラスの座席配置を採用する事例が目立った。その一方で、ビジネスクラスの高級化を進めて、エコノミーとビジネスの2クラス構成で運航する航空会社も珍しくなくなった。2クラス化を進めている航空会社では、ビジネスとエコノミーの中間となるプレミアム・エコノミーを追加して実質3クラス構成として運航している航空会社も多くなっている。
A340第1世代の客室内装は基本的にA310の設計が用いられ、左右と中央の座席上にはオーバーヘッド・ビンが配置されている。室内空間に目新しさは無かったが、新しいエア・コンディショナーが装備されて、室内の静粛性が向上されている。第2世代でも基本的な座席配置などは変わらないが、内装が改良されてLED照明や新しい座席用エンターテインメント・システムが採用されたり、容積を拡大しつつ圧迫感を抑えたオーバーヘッド・ビンが使用されたりしている。中央列のオーバーヘッド・ビンは固定式の標準品のほか、ピボット式で開閉時のみ下がってくるタイプも選択可能なほか、ファーストクラスやビジネスクラスでは、中央列にはビンを設置せず天井高を高くとることも可能である。
床下の貨物室は、主翼を挟んで前後2区画に分かれており、いずれもLD-3航空貨物コンテナを2個並列に搭載可能である。さらに最後部には、ばら積み貨物用の区画が設けられている。貨物室の扉は右舷にあり、コンテナを搭載可能な前方・後方貨物室には外開き式の大型扉、ばら積み貨物室には内開き式の小型の扉が設けられている。
エアバスでは、コンテナ規格に形状を合わせて床下貨物室に搭載できる追加中央タンク（ACT）というものを開発しており、A340-200/-300ではACTを装備可能な仕様も設定された。A340-500/-600ではACTの設定はなくなったが、延長された胴体による余剰床下貨物空間を旅客用の化粧室、乗員用の休憩室のほかギャレーなどを設置可能にするコンテナ形状モジュールが用意されている。これらのモジュールを採用することでメインデッキの空間に余裕が生まれ、座席数を増やしたり、ラウンジなどを設置することが可能となる。この床下貨物室の化粧室配置を実際に採用したのは、ルフトハンザ航空A340-600以外ほぼ類を見ない。

### A330との関係

A330とA340の座席数と航続距離。縦軸が3クラス構成時の座席数、横軸が航続距離である。

「沿革」節で述べたとおり、A340の第1世代とA330（A330-300）は姉妹機として同時に正式開発が決定され、両機の構成要素は最大限共通化された。両機の間では胴体断面は同一で、尾部も尾翼を含めて共通である。主翼もエンジン取付部以外は構造的に同じで空力学的に全く同じである。A330のエンジンはA340での内翼側のエンジン（第2、第3エンジン）にあたる位置に取り付けられている。エンジン取り付け部の主翼前縁にはスラットがなく固定の前縁となり、A340では片側2か所、A330では1か所が固定部となる。また、降着装置も中央脚を除いてA340とA330で同一である。操縦系統やコックピットも基本的に共通で、違いはエンジンに関する部分であり、A340ではエンジンのスロットル・レバーの数が4本、A330では2本である。
A340とA330の各型式で比較をすると、A340-300とA330-300では胴体長まで同じであり、違いはエンジンの数に関連するものだけである。A340-200とA330-200はともに短胴型として開発されたが、胴体の長さはA330-200の方が短く、全長はA340-200が59.40メートルでA330-200が58.82メートルである。また、A330-200では垂直尾翼の高さが拡大されている点も異なる。A340の第2世代では主翼や尾翼が拡大されて胴体長も延長しており、第1世代よりはA330との共通点は少なくなった。
エアバスは、4発機のA340を長距離路線向け、双発機のA330を短中距離路線向けと位置付けていた。実際、A340-200とA340-300の最初の就航路線は、ドイツやフランスと米国を結ぶ大西洋横断路線であり、A330が最初に就航したのはフランスの国内線であった。その後、航続距離延長型のA330-200が開発されたほか、ETOPSによるA330の運航可能範囲が段階的に拡大されており、A330も長距離路線に就航するようになっている。A340とA330はともに、引き渡し開始後も最大離陸重量を引き上げたオプションが開発されており段階的に航続力や収容力が向上しているが、2004年時点の資料をもとに標準座席数と航続距離について比較すると、13,000キロメートル程度を境に短距離がA330、長距離がA340となっている。

## シリーズ構成
| 機種 | エンジン                    | 型式証明取得   |
| --- | --------------------------- | -------------- |
| A340-211                                                                                                   | CFMI CFM56-5C2              | 1992年12月22日 |
| A340-212                                                                                                   | CFMI CFM56-5C3              | 1994年5月14日  |
| A340-213                                                                                                   | CFMI CFM56-5C4              | 1995年12月19日 |
| A340-311                                                                                                   | CFMI CFM56-5C2              | 1992年12月22日 |
| A340-312                                                                                                   | CFMI CFM56-5C3              | 1994年5月14日  |
| A340-313                                                                                                   | CFMI CFM56-5C4              | 1995年5月16日  |
| A340-541                                                                                                   | R-R Trent 553-61 / 553A2-61 | 2002年12月3日  |
| A340-542                                                                                                   | R-R Trent 556A2-61          | 2007年2月15日  |
| A340-642                                                                                                   | R-R Trent 556-61 / 556A2-61 | 2002年5月21日  |
| A340-643                                                                                                   | R-R Trent 560A2-61          | 2006年4月11日  |
| - 出典：EASA 2019, pp. 12, 18, 25, 31, 39, 46, 53, 60 - CFMI: CFMインターナショナル、R-R: ロールス・ロイス |                             |                |

A340シリーズはA340-200、-300、-500、-600の4型式で構成される。第1世代となるA340-200とA340-300は1987年に開発が正式に開始され、それぞれ1993年に路線就航を開始した。第2世代のA340-500とA340-600は1997年に正式な開発が開始され、A340-600が2002年、A340-500が2003年に初就航した。A340には貨物型は存在しないが、ビジネス機仕様が全型式に用意されている。
A340のエンジンは、第1世代がCFMI社のCFM56-5シリーズ、第2世代がR-R社のトレント500シリーズのみであるが、それぞれのエンジンの中に細かい型式があり、表2のとおり装備エンジンに対応してA340の型式名の下2桁が割り当てられている。

### A340-200

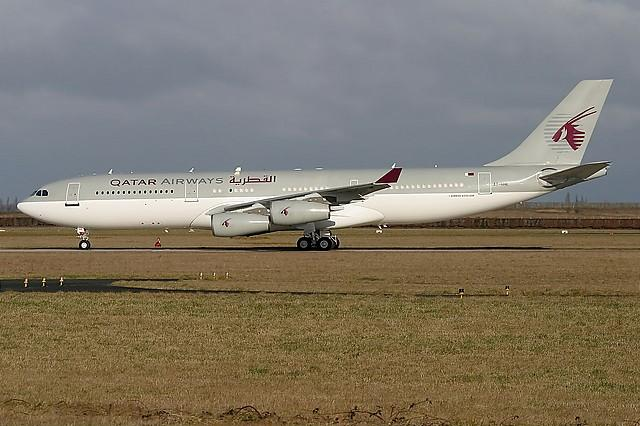
カタール航空のA340-200。

A340-200は、A340-300と同時に開発されたA340の第1世代で、1993年にルフトハンザ航空によって路線就航が開始された。A340シリーズの中では最も短い胴体を持ち、標準的な座席数は3クラス構成で240から260席程度で、床下貨物室にはLD-3コンテナを26個まで搭載できる。エンジンは、CFMI社のCFM56-5Cシリーズを装備する。A340-200の設計当初、最大離陸重量は253.5トンであったが、すぐに260トンが標準仕様となり、標準航続距離は13,399キロメートルとされた。
その後、床下貨物室にACTを3個搭載して燃料容量を増やし、最大離陸重量を275トンまで引き上げた仕様が作られ、1997年12月19日に初飛行した。この275トン仕様は8,000海里（14,816キロメートル）の航続距離性能を有し、それにちなんでA340-8000と呼ばれた。エアバスでは、A340-200の標準仕様をA340-8000仕様として、長距離路線の開設を検討していた航空会社に売り込みをかけたが受注につながらず、この仕様で生産されたのは1機のみであった。航空会社からの発注は、A340-200よりも収容力の大きいA340-300に集中し、加えて航続力・収容力ともにA340-200を上回るA340-500/-600が開発されるとA340-200の受注は途絶え、合計28機で生産を終えた。

### A340-300
|                                                            | 最大離陸重量 | 航続距離               |
| ---------------------------------------------------------- | ------------ | ---------------------- |
| 標準仕様                                                   | 260トン      | 12,001 km（6,480海里） |
| オプション                                                 | 271トン      | 13,099 km（7,073海里） |
| オプション                                                 | 275トン      | 13,520 km（7,300海里） |
| 増強型                                                     | 276.5トン    | 13,705 km（7,400海里） |
| 出典：青木 2010, p. 40、青木 2010, p. 41、阿施 2010, p. 50 |              |                        |

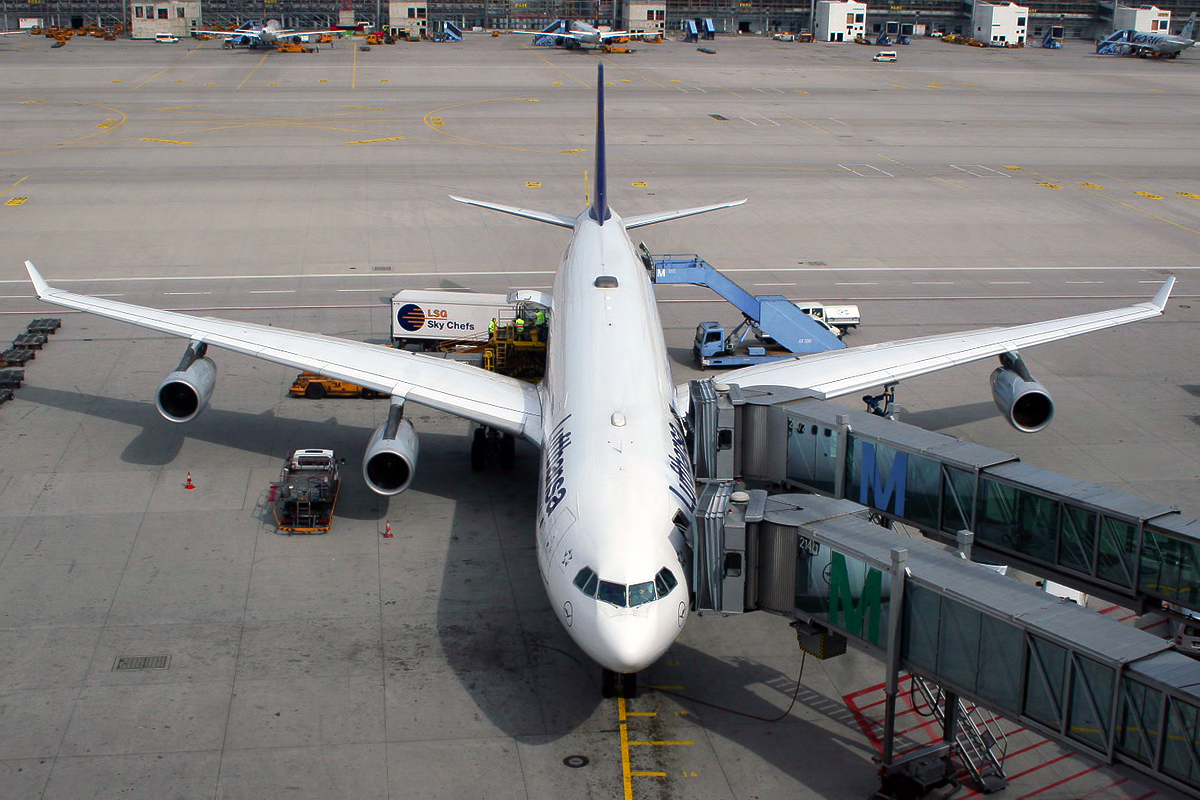
駐機中のルフトハンザドイツ航空のA340-300。2基のボーディング・ブリッジが左舷前方に接続されている。

A340-300はA340-200と同時に開発が開始され、A340シリーズの中で最初に機体が完成した型式である。1993年、エールフランスによって初就航した。A340-300はA340第1世代の中では長胴型と位置付けられ、双発の姉妹機であるA330-300と同じ胴体長を持つ。標準座席数は3クラス構成で295席、床下貨物室に搭載できるLD-3コンテナの数は32個である。エンジンは、A340-200と同じくCFM56-5Cシリーズを装備する。標準仕様の最大離陸重量については、A340-200と同様、当初は253.5トンで後に260トンに増やされた。A340-300では表3のように最大離陸重量と標準航続距離を拡大したオプションも開発され、275トン仕様では床下貨物室へACTを1個装備して燃料容量が増やされた。
さらに後に、最大離陸重量を276.5トンに引き上げるとともに、エンジンをCFM56-5C4/Pに置き換えた「A340-300増強型」が開発された。A340-300増強型でもACTが用意されたが、離陸重量の増加分を搭載燃料の増加ではなく、貨物搭載量や客席数の増加に割り当てることも可能とされた。A340-500/-600が開発された後もA340-300増強型の販売が続けられたが、次第に受注がなくなり、2008年9月17日に初飛行した機体を最後に、計218機で生産を終えた。

### A340-500

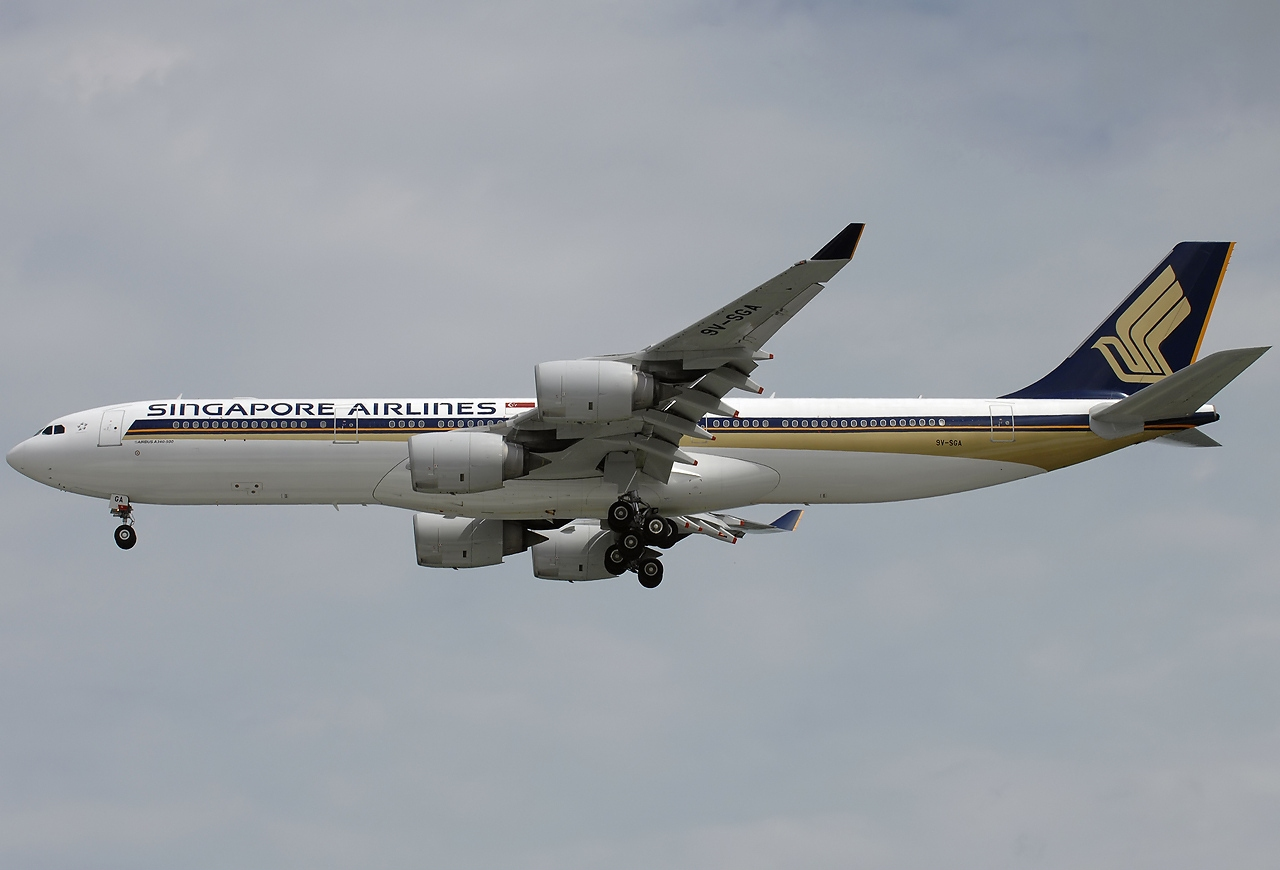
シンガポール航空のA340-500。同社はA340-500を用いてシンガポールとニューヨークを結ぶ世界最長の直行路線を開設した。

A340-500はA340の第2世代としてA340-600と同時に開発が決定され、A340シリーズで最長の航続力を持つ長距離型である。2003年にエミレーツ航空によって初就航した。胴体長はA340-300との比較で3.2メートル延長されたほか、主翼や尾翼が大型化された。標準的な客席数は3クラス構成で313席となり、前方と後方の床下貨物室に搭載できるLD-3コンテナの数は計30個である。装備するエンジンはR-R社のトレント500シリーズである。
主翼の大型化による主翼内の燃料タンク容量の拡大に加え、胴体内にもタンクが増設されたことで、機体全体での燃料容量はA340-300の約1.5倍に増加した。一方で、追加燃料タンクACTの設定はなくなった。最大離陸重量は、標準仕様が当初の368トンから372トンに拡大された。さらにオプションで380トン仕様が用意され、最終的には380トン仕様が標準型となった。標準航続距離は、当初は16,020キロメートル（8,650海里）で、380トン仕様の登場で16,668キロメートル（9,000海里）に延びた。A340-500は、777-200LRが登場するまで、世界最長の航続距離性能を持つ航空機であった。
長時間飛行を売りにしているA340-500では、できるだけ緊急着陸を回避できるように対策が施された。医療センターと直接やり取りできる医療設備が搭載され、除細動器の使用訓練を受けた乗員が乗務するようにされた。また、貨物室に監視カメラが備えられ、火災報知器の作動時に誤作動なのか実際に火災が発生しているかを確認できるようになっている。そのほか、世界最長路線で運航されたシンガポール航空のA340-500では、着陸可能な飛行場が限られるルートを飛行することから、飛行中に乗客が死亡するという万一の事態に備えて遺体を安置する専用区画を備えていた。通常、飛行中に乗客が死亡した場合、横一列の座席を用いて遺体の尊厳を保つよう安置することになるが、この専用区画は、適切な座席スペースを確保できない場合に備えた設備であった。
A340-500の引き渡しは2004年から2012年まで行われた。エアバスが期待したほどには需要がなく、総販売数は34機であった。このうち5機はコーポレート／エグゼクティブ仕様で生産された。

### A340-600
| 最大離陸重量           | 航続距離               |
| ---------------------- | ---------------------- |
| 365トン                | 13,890 km（7,500海里） |
| 368トン                | 14,168 km（7,650海里） |
| 380トン                | 14,631 km（7,900海里） |
| 出典：青木 2010, p. 31 |                        |

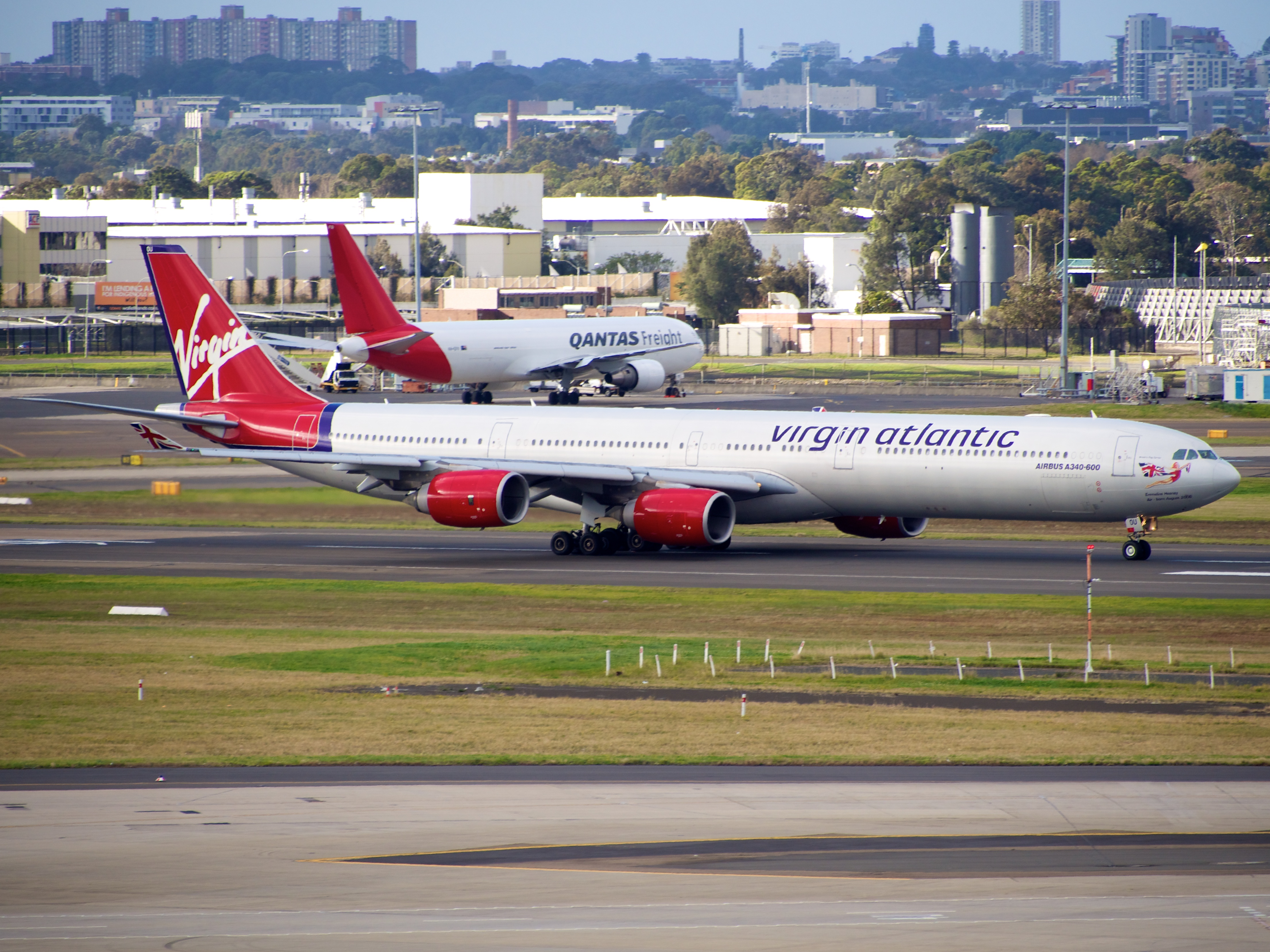
A340-600のローンチカスタマーであるヴァージン・アトランティック航空

A340シリーズで最長の胴体を持ち、2011年に初飛行した747-8が登場するまでは、世界で最も全長の大きい旅客機だった。2002年にヴァージン・アトランティック航空により路線就航が開始された。標準的な客席数は2クラス構成で419席、3クラス構成で380席である。前後の床下貨物室に搭載できるLD-3コンテナの数は42個である。エンジンは、A340-500と同じくR-R社のトレント500シリーズを装備する。
第2世代の中で初めに開発され、A340-500と同じ主翼、尾翼を持つ。A340-500と同じ主翼を用いるため燃料タンク容量が増加したが、胴体内のタンクはA340-500よりも小さく、機体全体での燃料容量はA340-500より約1割少ない。また、A340-500と同じく、追加タンクACTの設定もなくなった。最大離陸重量は、標準仕様が当初の365トンから368トンに引き上げられた。さらに、A340-500と同様に380トンのオプションが設定され、これが最終的に標準型とされた。離陸重量の増加に合わせ、表4のように標準の航続距離も拡大された。
A340-600の引き渡しは2002年から2010年まで行われた。A340-600もエアバスが期待したほどには市場に受け入れられず、総生産数は97機であった。このうちビジネス機仕様で生産されたものが2機あった。

## 運用の状況・特徴

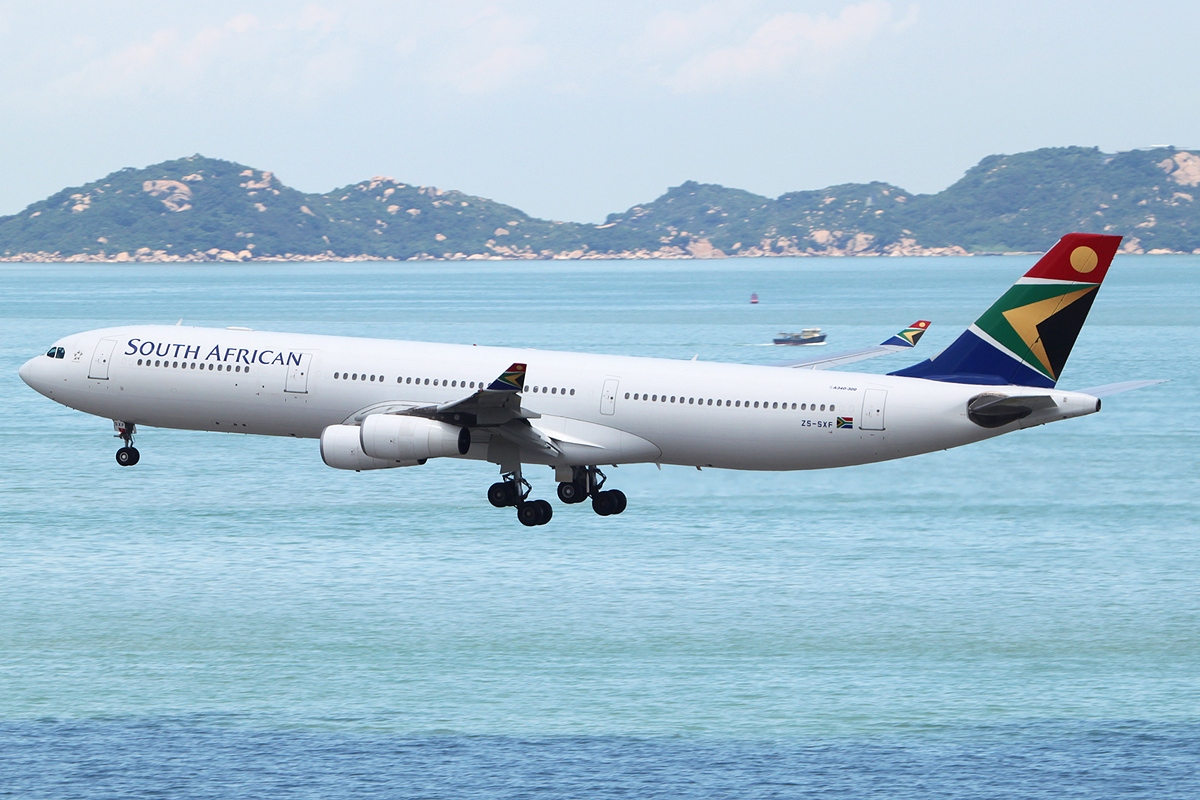
南アフリカ航空のA340-300。

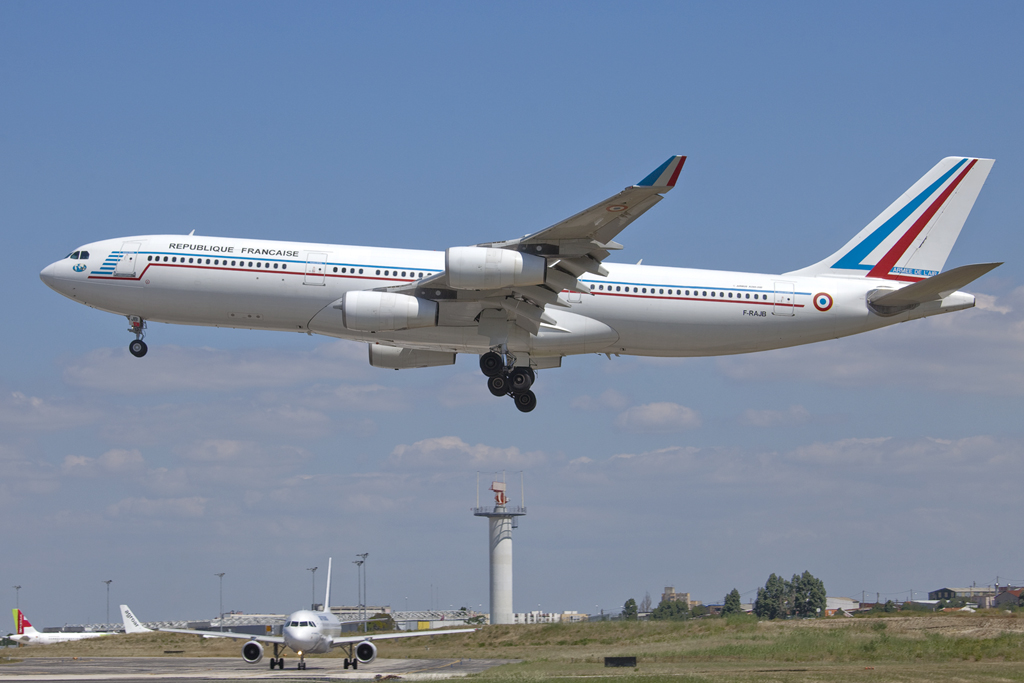
フランス空軍が運用していたA340。

A340は747ほどの収容力を必要としない長距離路線を中心に就航した。特に、2004年にシンガポール航空がA340-500を使用して開設したシンガポール - ニューヨーク線は世界最長の直行便となったが、後に同社がA380とA350 XWBを追加発注した際に同社のA340-500全てをエアバスが引き取ることとなったため、同路線は2013年11月に休止された。
2022年2月の統計によると、民間航空会社19社で合わせて82機のA340が運用されている。全体の約3分の2にあたる50機が欧州の航空会社により運用されている。残りはアフリカで11機、中東で18機、アジア・オセアニアで1機、南米の航空会社で2機運用されており、北米の航空会社による運航はない。北米地域では、エア・カナダがA340-300とA340-500を運航していたが、-500をTAMブラジル航空にリースした上で2009年までに手放している。米国のノースウェスト航空による発注があったもののキャンセルされ、その後も生産終了までA340を導入する航空会社はなかった。
2022年2月現在、A340の運用数が最大の航空会社は、ルフトハンザ航空グループである。グループ会社のルフトハンザ・シティーラインを含めて32機を運用している。5機以上を運用している航空会社（括弧内は運用機数）は欧州ではスイス インターナショナル エアラインズ (5)、アフリカでは南アフリカ航空 (8)、中東ではマーハーン航空 (11) である。A340の運航機数は、納入開始の1993年から増加を続けたが、2000年代の後半をピークに減少に転じている。特にA340-200は2022年2月現在、ベネズエラのコンビアサ航空が1機のみ運用中である。また、A340-500も2022年2月現在、アゼルバイジャン航空が1機のみ運用中である。2000年代後半にA340の運用数が上位だった航空会社のうち、欧州のエールフランスや中東のエミレーツ航空、アジアのキャセイパシフィック航空では退役が進んでおり、2022年の時点で運用がなくなった。
日本の航空会社では1990年に全日本空輸が、長距離国際線用機材として5機のA340を発注したものの、最終的に全機がキャンセルとなり、その後も生産終了まで、日本の航空会社による導入はなかった。
このほか、A340は要人輸送機や民間のVIP機運航会社などでも採用された。政府の要人輸送機としてフランスやドイツ、トルコ、サウジアラビア、イランなどで用いられている。

### 現在の運航会社一覧
- ルフトハンザドイツ航空
- スイスインターナショナルエアラインズ
- カーム航空
- プラス・ウルトラ航空
- マダガスカル航空
- コンビアサ航空
- イラン・アーセマーン航空
- ハイフライ・マルタ
- エーデルワイス航空
- エアX・チャーター
- アゼルバイジャン航空
- シリア・アラブ航空

### 過去運航していた会社 (一部)
- エールフランス
- アルゼンチン航空
- エア・アジア
- エア・カナダ
- TAP航空
- オーストリア航空
- タイ国際航空
- スカンジナビア航空
- ターキッシュエアラインズ
- ヴァージン・アトランティック航空
- イベリア航空
- ユーロウィングス
- フィンランド航空
- スリランカ航空
- エア・ランカ
- XL航空
- シンガポール航空
- 中国東方航空
- 中国国際航空
- 中国南西航空
- 海南航空
- キャセイパシフィック航空
- スリナム・エアウェイズ
- エティハド航空
- カタール航空
- エジプト航空
- エミレーツ航空
- TAM航空
- サウジアラビア航空
- サベナ・ベルギー航空
- フィリピン航空
- チャイナエアラインズ
- オリンピック航空
- マンダリン航空
- ラン航空
- クウェート航空
- イラン航空
- ガルフエア
- アリクエア
- エアタヒチ・ヌイ航空
- AOMフランス航空
- エア・レジャー
- エアヨーロッパ
- エア・ベルギー

### 受注・納入数
A340は総計377機が生産・納入された。
| 年     | 合計 | 2012 | 2011 | 2010 | 2009 | 2008 | 2007 | 2006 | 2005 | 2004 | 2003 | 2002 | 2001 |
| ------ | ---- | ---- | ---- | ---- | ---- | ---- | ---- | ---- | ---- | ---- | ---- | ---- | ---- |
| 受注数 | 377  | 2    | 0    | 2    | 1    | 6    | 23   | 12   | 8    | 11   | 17   | 27   | 2    |
| 納入数 | 377  | 2    | 0    | 4    | 10   | 13   | 11   | 24   | 24   | 28   | 33   | 16   | 22   |
|        |      |      |      |      |      |      |      |      |      |      |      |      |      |
|        | 2000 | 1999 | 1998 | 1997 | 1996 | 1995 | 1994 | 1993 | 1992 | 1991 | 1990 | 1989 | 1988 |
| 受注数 | 19   | 22   | 45   | 20   | 25   | 7    | 25   | 16   | 20   | 16   | 6    | 43   | 2    |
| 納入数 | 19   | 20   | 24   | 33   | 28   | 19   | 25   | 22   | 0    | 0    | 0    | 0    | 0    |

## 主な事故・事件
2024年4月現在までに、A340に関して以下の6件の機体損失事故が発生しているが、死者を伴う事故は起きていない。

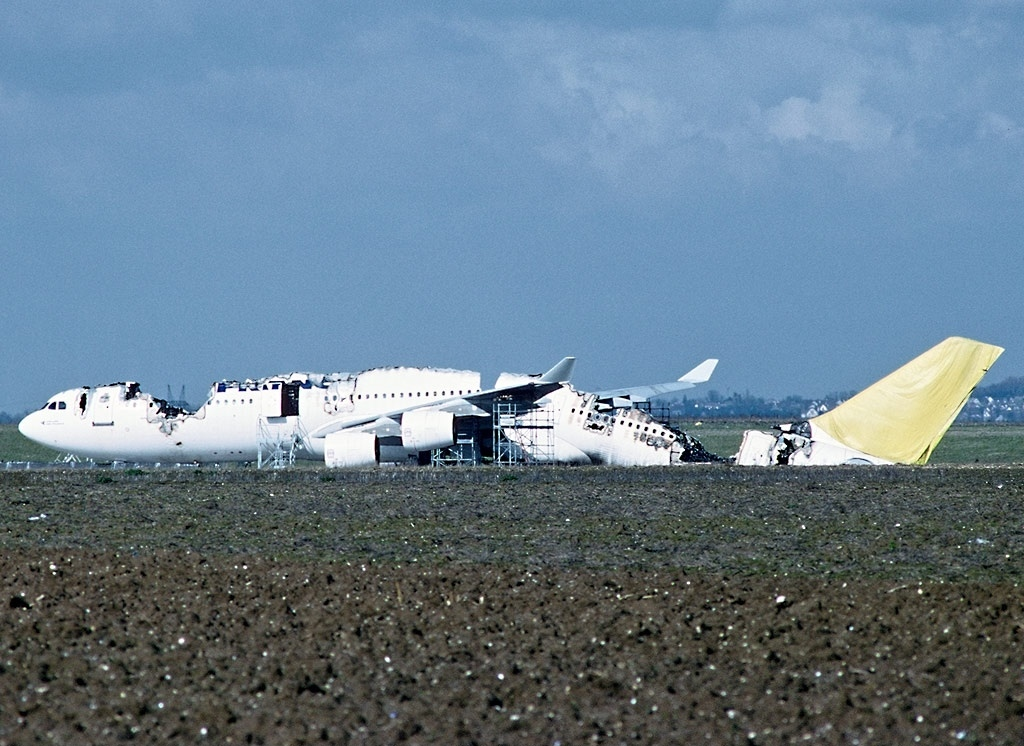
火災により全損したエールフランス機

- 1994年1月20日、パリのシャルル・ド・ゴール国際空港にて、整備を受けていたエールフランスのA340-200から火災が発生し、全損した[209]。
- 2001年7月24日、スリランカのバンダラナイケ国際空港が武装勢力タミル・タイガーによる襲撃を受け、駐機中だったスリランカ航空の2機のA330-200と1機のA340-300が破壊された。また同じく駐機中だった1機のA340-300と2機のA320も損害を受けた[210]。
- 2005年8月2日、エールフランスのA340-300が、雷雨の中、トロント・ピアソン国際空港へ着陸を試みたところ、滑走路をオーバーランして大破炎上した。乗客297名と乗員12名のうち、43名が重軽傷を負ったが、死亡者はなかった[211][212]。
- 2007年11月9日、イベリア航空のA340-600が、エクアドルのマリスカル・スクレ国際空港（旧空港）への着陸時に降着装置のタイヤが破裂し、滑走路からオーバーランした。機体は左に傾いて損傷し、左翼の2基のエンジンが地面に接触した。乗客・乗員333人は全員救出され、重傷者はいなかった。機体は修理が困難と判断され、解体された[213]。
- 2007年11月15日、トゥールーズ・ブラニャック空港にあるエアバスの施設にて、エティハド航空に納入する予定であったA340-600の新造機に対してエンジンテストを実施していたところ、エンジンの暴走により機体が動き出し、コンクリート壁に激突。職員5名が負傷した[214][215]。
- 2018年6月11日、フランクフルト空港にてルフトハンザドイツ航空のA340-300を牽引中のトーイングカーから出火した。地上職員と消防隊員の計10名が煙により負傷した。同機は機首とコックピット部に深刻な損傷を受け除籍された[216]。

## 主要諸元
| | A340-200                               | A340-300                              | A340-500                               | A340-600                               |
| --- | -------------------------------------- | ------------------------------------- | -------------------------------------- | -------------------------------------- |
| 運航乗務員数 | 2名                                    | 2名                                   | 2名                                    | 2名                                    |
| 標準座席数 （3クラス） | 239 - 263席                            | 295席                                 | 310席                                  | 380席                                  |
| 標準座席数 （2クラス） | 300席                                  | 335席                                 | 359席                                  | 419席                                  |
| 最大座席数 （1クラス） | 375席（420席†1）                       | 375席（440席†1）                      | 375席                                  | 440席                                  |
| 床下貨物室容積†2 | 132.4 m3                               | 158.4 m3                              | 149.7m3                                | 201.7m3                                |
| 全長 | 59.39 m                                | 63.66 m                               | 67.33 m                                | 74.77 m                                |
| 全幅 | 60.30 m                                | 60.30 m                               | 63.45 m                                | 63.45 m                                |
| 全高 | 16.83 m                                | 16.63 m                               | 17.11 m                                | 17.29 m                                |
| 主翼面積 | 361.6 m2                               | 361.6 m2                              | 439.4 m2                               | 439.4 m2                               |
| 胴体直径 | 5.64 m                                 | 5.64 m                                | 5.64 m                                 | 5.64 m                                 |
| 客室幅 | 5.28 m                                 | 5.28 m                                | 5.28 m                                 | 5.28 m                                 |
| 客室長 | 40.06 m                                | 50.35 m                               | 53.56 m                                | 60.98 m                                |
| 最大無燃料重量 (MZFW) | 169,000 - 173,000 kg                   | 174,000 - 183,000 kg                  | 218,000 - 232,000 kg                   | 242,000 - 251,000 kg                   |
| 最大離陸重量 (MTOW) | 253,500 - 275,000 kg                   | 253,500 - 276,500 kg                  | 368,000 - 380,000 kg                   | 365,000 - 380,000 kg                   |
| 離陸滑走距離†3 | 2,990 m                                | 3,000 m                               | 3,050 m                                | 3,100 m                                |
| 巡航速度 | マッハ0.82                             | マッハ0.82                            | マッハ0.83                             | マッハ0.83                             |
| 最大巡航速度 | マッハ0.86                             | マッハ0.86                            | マッハ0.86                             | マッハ0.86                             |
| 航続距離 | 13,399 - 14,816 km (7,235 - 8,000 nmi) | 12,001 - 13,705 km (6,480 -7,400 nmi) | 16,057 - 16,668 km (8,670 - 9,000 nmi) | 13,890 - 14,631 km (7,500 - 7,900 nmi) |
| エンジン (x4) | CFMインターナショナル CFM56-5C         | CFMインターナショナル CFM56-5C        | ロールス・ロイス Trent 500             | ロールス・ロイス Trent 500             |
| 推力 (x4) | 151 kN                                 | 151 kN                                | 249 kN                                 | 249 kN                                 |
| - 出典：特に記載のないものは、EASA 2019による。 - †1 タイプＡ非常口を装備する場合。 - †2 前方、後方貨物室にLD-3貨物コンテナを搭載した場合の有効容積。 - †3 標準海面高度、国際標準大気における値。 |                                        |                                       |                                        |                                        |

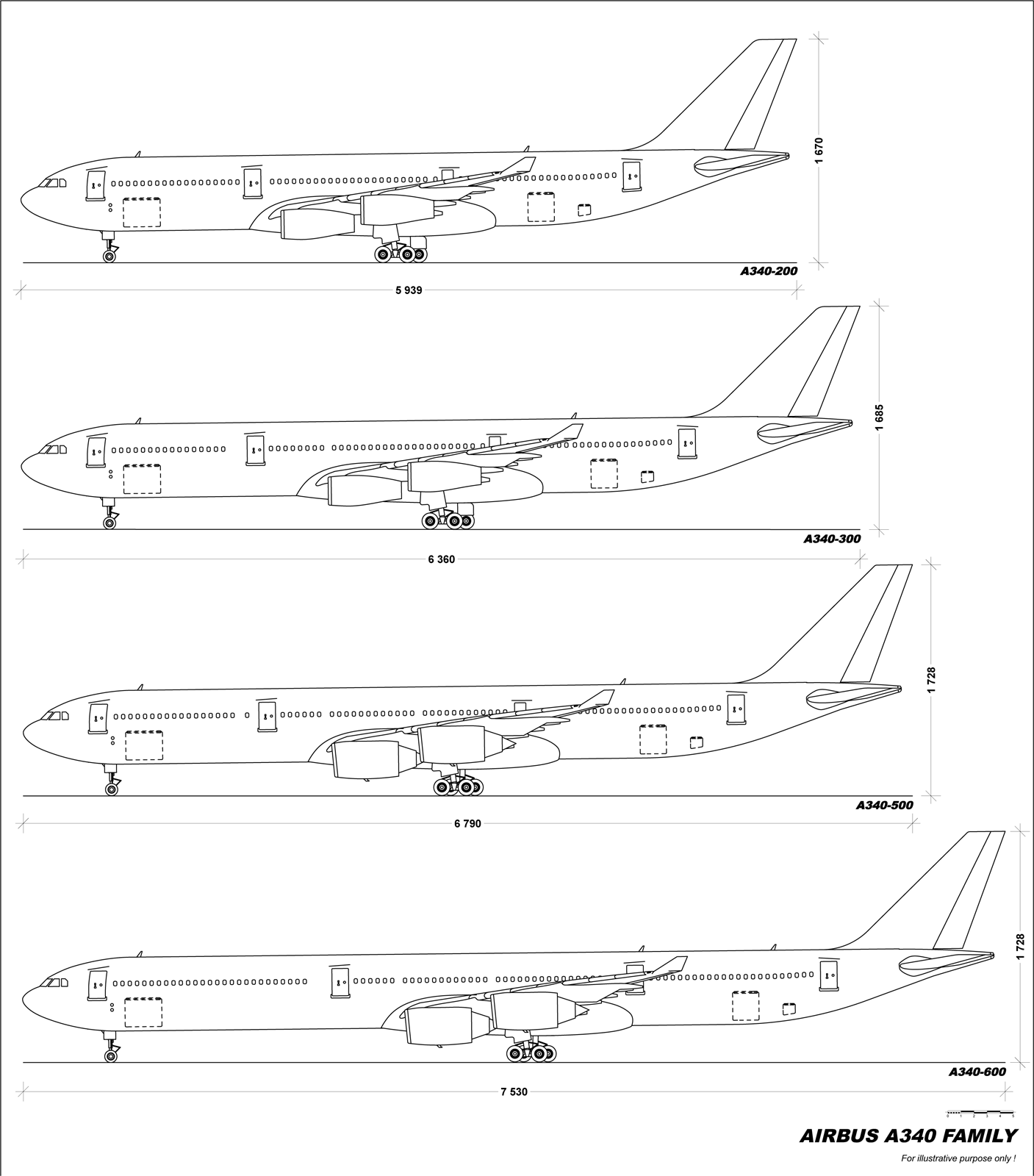
A340各機体の側面図（線画）。上からA340-200、A340-300、A340-500、A340-600。
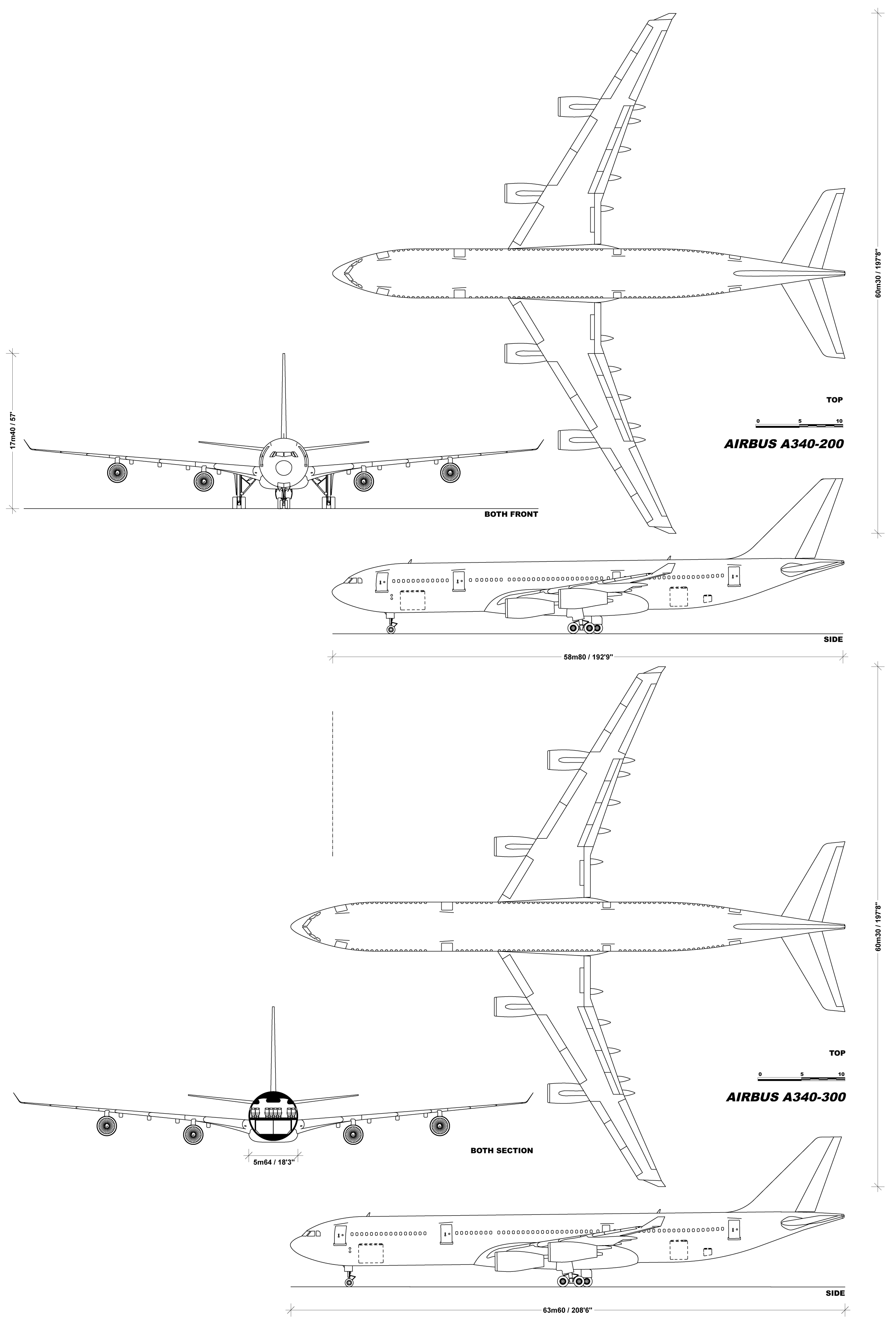
A340-200/300 側面図（線画）。
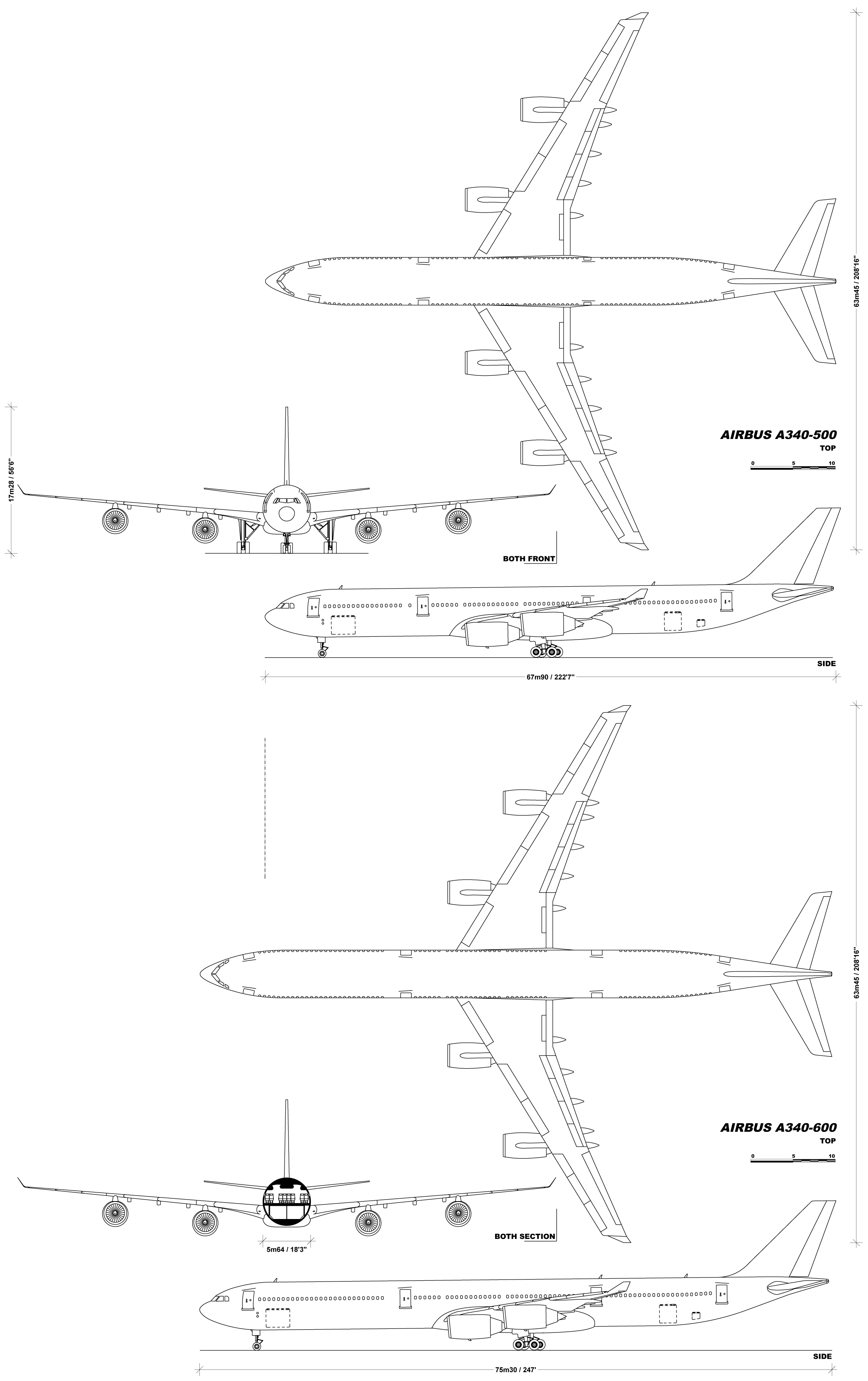
A340-500/600 側面図（線画）。